# Rajd Dakar 2016
Rajd Dakar 2016 – 37. edycja Rajdu Dakar, który odbywał się pomiędzy 2-16 stycznia 2016 roku.
W klasyfikacji motocyklistów zwyciężył po raz pierwszy w karierze Australijczyk Toby Price, pierwsze miejsce wśród kierowców ATV zajął Argentyńczyk Marcos Patronelli, po raz 12. w rajdzie wygrał Stephane Peterhansel, w tym szósty raz w klasyfikacji samochodów. W kategorii ciężarówek wygrała załoga, kierowca Gerard de Rooy z pilotami Dariuszem Rodewaldem oraz Moisesem Torrallardoną.
Najwyżej sklasyfikowanym Polakiem został zwycięzca kategorii ciężarówek pilot Dariusz Rodewald z Iveco Petronas Team de Rooy, to jego drugie zwycięstwo, wcześniej z Team de Rooy wygrał w 2012 roku.
37. Rajd Dakar ukończyło 218 pojazdów (84 motocykle, 23 quady, 67 samochodów i 44 ciężarówki).

## Trasa
Start rajdu miał miejsce w stolicy Argentyny, Buenos Aires, natomiast meta znajdowała się w Rosario, również w tym kraju. Trasa składała się z 13 etapów (+ prolog) o łącznej długości:
- dla motocykli i quadów: 9330 km (w tym 4701 km OS),
- dla samochodów terenowych: 9594 km (w tym 4803 km OS),
- dla ciężarówek: 9396 km (w tym 4331 km OS).

Na starcie stanęło 10 Polaków:
- motocykle: Maciej Berdysz, Jakub Piątek;
- quady: Rafał Sonik;
- samochody terenowe: Marek Dąbrowski, Adam Małysz, Jakub Przygoński (kierowcy), Sebastian Rozwadowski, Jacek Czachor, Maciej Marton (piloci);
- ciężarówki: Dariusz Rodewald.

Z powodu opadów deszczu i silnego wiatru odwołano 1. etap prowadzący z Rosario do Villa Carlos Paz.
Z tych samych względów organizatorzy postanowili skrócić drugi etap rajdu.

## Etapy
Źródło:
| Etap | Data        | Start                 | Meta                  | Motocykle/Quady | Motocykle/Quady | Motocykle/Quady | Samochody     | Samochody     | Samochody     | Ciężarówki    | Ciężarówki    | Ciężarówki    |
| Etap | Data        | Start                 | Meta                  | Dojazd          | OS              | Razem           | Dojazd        | OS            | Razem         | Dojazd        | OS            | Razem         |
| ---- | ----------- | --------------------- | --------------------- | --------------- | --------------- | --------------- | ------------- | ------------- | ------------- | ------------- | ------------- | ------------- |
| P    | 2 stycznia  | Buenos Aires          | Rosario               | 346             | 11              | 357             | 346           | 11            | 357           | 346           | 11            | 357           |
| 1.   | 3 stycznia  | Rosario               | Villa Carlos Paz      | 405             | 227             | 632             | 404           | 258           | 662           | 404           | 258           | 662           |
| 2.   | 4 stycznia  | Villa Carlos Paz      | Termas de Río Hondo   | 336 447         | 450 339         | 786             | 337 485       | 521 373       | 858           | 337 485       | 521 373       | 858           |
| 3.   | 5 stycznia  | Termas de Río Hondo   | San Salvador de Jujuy | 349 473         | 314 190         | 663             | 349 473       | 314 190       | 663           | 349 533       | 314 130       | 663           |
| 4.   | 6 stycznia  | San Salvador de Jujuy | San Salvador de Jujuy | 200             | 429             | 629             | 200           | 429           | 629           | 201           | 418           | 619           |
| 5.   | 7 stycznia  | San Salvador de Jujuy | Uyuni                 | 315             | 327             | 642             | 315           | 327           | 642           | 315           | 327           | 642           |
| 6.   | 8 stycznia  | Uyuni                 | Uyuni                 | 181             | 542             | 723             | 181           | 542           | 723           | 305           | 295           | 600           |
| 7.   | 9 stycznia  | Uyuni                 | Salta                 | 440 563         | 353 230         | 793             | 440 456       | 353 337       | 793           | 440 456       | 353 337       | 793           |
|      | 10 stycznia | Salta                 | Salta                 | Dzień przerwy   | Dzień przerwy   | Dzień przerwy   | Dzień przerwy | Dzień przerwy | Dzień przerwy | Dzień przerwy | Dzień przerwy | Dzień przerwy |
| 8.   | 11 stycznia | Salta                 | Belén                 | 373             | 393             | 766             | 373           | 393           | 766           | 373           | 393           | 766           |
| 9.   | 12 stycznia | Belén                 | Belén                 | 151             | 285             | 436             | 111           | 285           | 396           | 111           | 285           | 396           |
| 10.  | 13 stycznia | Belén                 | La Rioja              | 283 316         | 278 245         | 561             | 485 518       | 278 245       | 763           | 485 518       | 278 245       | 763           |
| 11.  | 14 stycznia | La Rioja              | San Juan              | 281             | 431             | 712             | 281           | 431           | 712           | 281           | 431           | 712           |
| 12.  | 15 stycznia | San Juan              | Villa Carlos Paz      | 450             | 481             | 931             | 450           | 481           | 931           | 599           | 267           | 866           |
| 13.  | 16 stycznia | Villa Carlos Paz      | Rosario               | 519             | 180             | 699             | 519           | 180           | 699           | 519           | 180           | 699           |

## Wyniki etapów

### Motocykle
| PROLOG                           | PROLOG            | PROLOG       | PROLOG       | PROLOG       | PROLOG                 | PROLOG                 | PROLOG                 | PROLOG                 | PROLOG                 |
| Wyniki etapu                     | Wyniki etapu      | Wyniki etapu | Wyniki etapu | Wyniki etapu | Klasyfikacja generalna | Klasyfikacja generalna | Klasyfikacja generalna | Klasyfikacja generalna | Klasyfikacja generalna |
| Miejsce                          | Zawodnik          | Marka        | Czas         | Strata       | Miejsce                | Zawodnik               | Marka                  | Czas                   | Strata                 |
| -------------------------------- | ----------------- | ------------ | ------------ | ------------ | ---------------------- | ---------------------- | ---------------------- | ---------------------- | ---------------------- |
| 1.                               | Joan Barreda Bort | Honda        | 6:27         | –            | 1.                     | Joan Barreda Bort      | Honda                  | 6:27                   | –                      |
| 2.                               | Ruben Faria       | Husqvarna    | 6:27         | +0:00        | 2.                     | Ruben Faria            | Husqvarna              | 6:27                   | +0:00                  |
| 3.                               | Hélder Rodrigues  | Yamaha       | 6:30         | +0:03        | 3.                     | Hélder Rodrigues       | Yamaha                 | 6:30                   | +0:03                  |
|                                  |                   |              |              |              |                        |                        |                        |                        |                        |
| 74.                              | Maciej Berdysz    | KTM          | 7:54         | +1:27        | 74.                    | Maciej Berdysz         | KTM                    | 7:54                   | +1:27                  |
| 123.                             | Jakub Piątek      | KTM          | 11:27        | +5:00        | 123.                   | Jakub Piątek           | KTM                    | 11:27                  | +5:00                  |
| Etap ukończyło 136 motocyklistów |                   |              |              |              |                        |                        |                        |                        |                        |

| ETAP 1        | ETAP 1       | ETAP 1       | ETAP 1       | ETAP 1       | ETAP 1                 | ETAP 1                 | ETAP 1                 | ETAP 1                 | ETAP 1                 |
| Wyniki etapu  | Wyniki etapu | Wyniki etapu | Wyniki etapu | Wyniki etapu | Klasyfikacja generalna | Klasyfikacja generalna | Klasyfikacja generalna | Klasyfikacja generalna | Klasyfikacja generalna |
| Miejsce       | Zawodnik     | Marka        | Czas         | Strata       | Miejsce                | Zawodnik               | Marka                  | Czas                   | Strata                 |
| ------------- | ------------ | ------------ | ------------ | ------------ | ---------------------- | ---------------------- | ---------------------- | ---------------------- | ---------------------- |
| Etap odwołany |              |              |              |              |                        |                        |                        |                        |                        |

| ETAP 2                           | ETAP 2         | ETAP 2       | ETAP 2       | ETAP 2       | ETAP 2                 | ETAP 2                 | ETAP 2                 | ETAP 2                 | ETAP 2                 |
| Wyniki etapu                     | Wyniki etapu   | Wyniki etapu | Wyniki etapu | Wyniki etapu | Klasyfikacja generalna | Klasyfikacja generalna | Klasyfikacja generalna | Klasyfikacja generalna | Klasyfikacja generalna |
| Miejsce                          | Zawodnik       | Marka        | Czas         | Strata       | Miejsce                | Zawodnik               | Marka                  | Czas                   | Strata                 |
| -------------------------------- | -------------- | ------------ | ------------ | ------------ | ---------------------- | ---------------------- | ---------------------- | ---------------------- | ---------------------- |
| 1.                               | Toby Price     | KTM          | 3:46:24      | –            | 1.                     | Toby Price             | KTM                    | 3:53:09                | –                      |
| 2.                               | Ruben Faria    | Husqvarna    | 3:47:44      | +1:20        | 2.                     | Ruben Faria            | Husqvarna              | 3:54:11                | +1:02                  |
| 3.                               | Alain Duclos   | Sherco       | 3:48:15      | +1:51        | 3.                     | Alain Duclos           | Sherco                 | 3:55:02                | +1:53                  |
|                                  |                |              |              |              |                        |                        |                        |                        |                        |
| 36.                              | Jakub Piątek   | KTM          | 4:04:43      | +18:19       | 40.                    | Jakub Piątek           | KTM                    | 4:16:10                | +23:01                 |
| 105.                             | Maciej Berdysz | KTM          | 4:50:13      | +1:03:49     | 103.                   | Maciej Berdysz         | KTM                    | 4:58:07                | +1:04:58               |
| Etap ukończyło 133 motocyklistów |                |              |              |              |                        |                        |                        |                        |                        |

| ETAP 3                           | ETAP 3          | ETAP 3       | ETAP 3       | ETAP 3       | ETAP 3                 | ETAP 3                 | ETAP 3                 | ETAP 3                 | ETAP 3                 |
| Wyniki etapu                     | Wyniki etapu    | Wyniki etapu | Wyniki etapu | Wyniki etapu | Klasyfikacja generalna | Klasyfikacja generalna | Klasyfikacja generalna | Klasyfikacja generalna | Klasyfikacja generalna |
| Miejsce                          | Zawodnik        | Marka        | Czas         | Strata       | Miejsce                | Zawodnik               | Marka                  | Czas                   | Strata                 |
| -------------------------------- | --------------- | ------------ | ------------ | ------------ | ---------------------- | ---------------------- | ---------------------- | ---------------------- | ---------------------- |
| 1.                               | Kevin Benavides | Honda        | 2:31:03      | –            | 1.                     | Štefan Svitko          | KTM                    | 6:27:04                | –                      |
| 2.                               | Paulo Gonçalves | Honda        | 2:31:29      | +0:26        | 2.                     | Kevin Benavides        | Honda                  | 6:27:38                | +0:34                  |
| 3.                               | Antoine Méo     | KTM          | 2:31:30      | +0:27        | 3.                     | Joan Barreda Bort      | Honda                  | 6:27:50                | +0:46                  |
|                                  |                 |              |              |              |                        |                        |                        |                        |                        |
| 30.                              | Jakub Piątek    | KTM          | 2:37:23      | +6:20        | 37.                    | Jakub Piątek           | KTM                    | 6:53:33                | +26:29                 |
| 105.                             | Maciej Berdysz  | KTM          | 3:04:29      | +33:26       | 104.                   | Maciej Berdysz         | KTM                    | 8:02:36                | +1:35:32               |
| Etap ukończyło 132 motocyklistów |                 |              |              |              |                        |                        |                        |                        |                        |

| ETAP 4                           | ETAP 4          | ETAP 4       | ETAP 4       | ETAP 4       | ETAP 4                 | ETAP 4                 | ETAP 4                 | ETAP 4                 | ETAP 4                 |
| Wyniki etapu                     | Wyniki etapu    | Wyniki etapu | Wyniki etapu | Wyniki etapu | Klasyfikacja generalna | Klasyfikacja generalna | Klasyfikacja generalna | Klasyfikacja generalna | Klasyfikacja generalna |
| Miejsce                          | Zawodnik        | Marka        | Czas         | Strata       | Miejsce                | Zawodnik               | Marka                  | Czas                   | Strata                 |
| -------------------------------- | --------------- | ------------ | ------------ | ------------ | ---------------------- | ---------------------- | ---------------------- | ---------------------- | ---------------------- |
| 1.                               | Paulo Gonçalves | Honda        | 3:49:29      | –            | 1.                     | Paulo Gonçalves        | Honda                  | 10:17:27               | –                      |
| 2.                               | Kevin Benavides | Honda        | 3:54:15      | +4:46        | 2.                     | Kevin Benavides        | Honda                  | 10:21:53               | +4:26                  |
| 3.                               | Ruben Faria     | Husqvarna    | 3:54:55      | +5:26        | 3.                     | Joan Barreda Bort      | Honda                  | 10:22:53               | +5:26                  |
|                                  |                 |              |              |              |                        |                        |                        |                        |                        |
| 29.                              | Jakub Piątek    | KTM          | 4:05:17      | +15:48       | 34.                    | Jakub Piątek           | KTM                    | 10:58:50               | +41:23                 |
| 83.                              | Maciej Berdysz  | KTM          | 4:59:28      | +1:09:59     | 91.                    | Maciej Berdysz         | KTM                    | 13:02:04               | +2:44:37               |
| Etap ukończyło 130 motocyklistów |                 |              |              |              |                        |                        |                        |                        |                        |

| ETAP 5                           | ETAP 5           | ETAP 5       | ETAP 5       | ETAP 5       | ETAP 5                 | ETAP 5                 | ETAP 5                 | ETAP 5                 | ETAP 5                 |
| Wyniki etapu                     | Wyniki etapu     | Wyniki etapu | Wyniki etapu | Wyniki etapu | Klasyfikacja generalna | Klasyfikacja generalna | Klasyfikacja generalna | Klasyfikacja generalna | Klasyfikacja generalna |
| Miejsce                          | Zawodnik         | Marka        | Czas         | Strata       | Miejsce                | Zawodnik               | Marka                  | Czas                   | Strata                 |
| -------------------------------- | ---------------- | ------------ | ------------ | ------------ | ---------------------- | ---------------------- | ---------------------- | ---------------------- | ---------------------- |
| 1.                               | Toby Price       | KTM          | 4:03:44      | –            | 1.                     | Paulo Gonçalves        | Honda                  | 14:30:07               | –                      |
| 2.                               | Štefan Svitko    | KTM          | 4:06:17      | +2:33        | 2.                     | Štefan Svitko          | KTM                    | 14:31:52               | +1:45                  |
| 3.                               | Matthias Walkner | KTM          | 4:06:24      | +2:40        | 3.                     | Toby Price             | KTM                    | 14:31:54               | +1:47                  |
|                                  |                  |              |              |              |                        |                        |                        |                        |                        |
| 34.                              | Jakub Piątek     | KTM          | 4:21:31      | +17:47       | 35.                    | Jakub Piątek           | KTM                    | 15:20:21               | +50:14                 |
| 100.                             | Maciej Berdysz   | KTM          | 5:27:41      | +1:23:57     | 92.                    | Maciej Berdysz         | KTM                    | 18:29:45               | +3:59:38               |
| Etap ukończyło 124 motocyklistów |                  |              |              |              |                        |                        |                        |                        |                        |

| ETAP 6                           | ETAP 6           | ETAP 6       | ETAP 6       | ETAP 6       | ETAP 6                 | ETAP 6                 | ETAP 6                 | ETAP 6                 | ETAP 6                 |
| Wyniki etapu                     | Wyniki etapu     | Wyniki etapu | Wyniki etapu | Wyniki etapu | Klasyfikacja generalna | Klasyfikacja generalna | Klasyfikacja generalna | Klasyfikacja generalna | Klasyfikacja generalna |
| Miejsce                          | Zawodnik         | Marka        | Czas         | Strata       | Miejsce                | Zawodnik               | Marka                  | Czas                   | Strata                 |
| -------------------------------- | ---------------- | ------------ | ------------ | ------------ | ---------------------- | ---------------------- | ---------------------- | ---------------------- | ---------------------- |
| 1.                               | Toby Price       | KTM          | 5:51:48      | –            | 1.                     | Paulo Gonçalves        | Honda                  | 20:23:07               | –                      |
| 2.                               | Matthias Walkner | KTM          | 5:52:53      | +1:05        | 2.                     | Toby Price             | KTM                    | 20:23:42               | +0:35                  |
| 3.                               | Paulo Gonçalves  | Honda        | 5:53:00      | +1:12        | 3.                     | Matthias Walkner       | KTM                    | 20:25:57               | +2:50                  |
|                                  |                  |              |              |              |                        |                        |                        |                        |                        |
| 23.                              | Jakub Piątek     | KTM          | 6:14:19      | +22:31       | 30.                    | Jakub Piątek           | KTM                    | 21:34:40               | +1:11:33               |
| 83.                              | Maciej Berdysz   | KTM          | 8:14:20      | +2:22:32     | 82.                    | Maciej Berdysz         | KTM                    | 26:44:05               | +6:20:58               |
| Etap ukończyło 117 motocyklistów |                  |              |              |              |                        |                        |                        |                        |                        |

| ETAP 7                           | ETAP 7          | ETAP 7       | ETAP 7       | ETAP 7       | ETAP 7                 | ETAP 7                 | ETAP 7                 | ETAP 7                 | ETAP 7                 |
| Wyniki etapu                     | Wyniki etapu    | Wyniki etapu | Wyniki etapu | Wyniki etapu | Klasyfikacja generalna | Klasyfikacja generalna | Klasyfikacja generalna | Klasyfikacja generalna | Klasyfikacja generalna |
| Miejsce                          | Zawodnik        | Marka        | Czas         | Strata       | Miejsce                | Zawodnik               | Marka                  | Czas                   | Strata                 |
| -------------------------------- | --------------- | ------------ | ------------ | ------------ | ---------------------- | ---------------------- | ---------------------- | ---------------------- | ---------------------- |
| 1.                               | Antoine Méo     | KTM          | 2:27:27      | –            | 1.                     | Paulo Gonçalves        | Honda                  | 22:52:30               | –                      |
| 2.                               | Kevin Benavides | Honda        | 2:29:20      | +1:53        | 2.                     | Toby Price             | KTM                    | 22:55:42               | +3:12                  |
| 3.                               | Paulo Gonçalves | Honda        | 2:29:23      | +1:56        | 3.                     | Štefan Svitko          | KTM                    | 23:01:54               | +9:24                  |
|                                  |                 |              |              |              |                        |                        |                        |                        |                        |
| 28.                              | Jakub Piątek    | KTM          | 2:38:33      | +11:06       | 29.                    | Jakub Piątek           | KTM                    | 24:13:13               | +1:20:43               |
| 93.                              | Maciej Berdysz  | KTM          | 3:21:19      | +53:52       | 80.                    | Maciej Berdysz         | KTM                    | 30:05:24               | +7:12:54               |
| Etap ukończyło 112 motocyklistów |                 |              |              |              |                        |                        |                        |                        |                        |

| ETAP 8                           | ETAP 8            | ETAP 8       | ETAP 8       | ETAP 8       | ETAP 8                 | ETAP 8                 | ETAP 8                 | ETAP 8                 | ETAP 8                 |
| Wyniki etapu                     | Wyniki etapu      | Wyniki etapu | Wyniki etapu | Wyniki etapu | Klasyfikacja generalna | Klasyfikacja generalna | Klasyfikacja generalna | Klasyfikacja generalna | Klasyfikacja generalna |
| Miejsce                          | Zawodnik          | Marka        | Czas         | Strata       | Miejsce                | Zawodnik               | Marka                  | Czas                   | Strata                 |
| -------------------------------- | ----------------- | ------------ | ------------ | ------------ | ---------------------- | ---------------------- | ---------------------- | ---------------------- | ---------------------- |
| 1.                               | Toby Price        | KTM          | 4:33:14      | –            | 1.                     | Toby Price             | KTM                    | 27:28:56               | –                      |
| 2.                               | Paulo Gonçalves   | Honda        | 4:38:31      | +5:17        | 2.                     | Paulo Gonçalves        | Honda                  | 27:31:01               | +2:05                  |
| 3.                               | Pablo Quintanilla | Husqvarna    | 4:39:46      | +6:32        | 3.                     | Štefan Svitko          | KTM                    | 27:43:10               | +14:14                 |
|                                  |                   |              |              |              |                        |                        |                        |                        |                        |
| 34.                              | Jakub Piątek      | KTM          | 5:29:45      | +56:31       | 26.                    | Jakub Piątek           | KTM                    | 29:42:58               | +2:14:02               |
| 78.                              | Maciej Berdysz    | KTM          | 7:00:48      | +2:27:34     | 77.                    | Maciej Berdysz         | KTM                    | 37:06:12               | +9:37:16               |
| Etap ukończyło 105 motocyklistów |                   |              |              |              |                        |                        |                        |                        |                        |

| ETAP 9                          | ETAP 9         | ETAP 9       | ETAP 9       | ETAP 9       | ETAP 9                 | ETAP 9                 | ETAP 9                 | ETAP 9                 | ETAP 9                 |
| Wyniki etapu                    | Wyniki etapu   | Wyniki etapu | Wyniki etapu | Wyniki etapu | Klasyfikacja generalna | Klasyfikacja generalna | Klasyfikacja generalna | Klasyfikacja generalna | Klasyfikacja generalna |
| Miejsce                         | Zawodnik       | Marka        | Czas         | Strata       | Miejsce                | Zawodnik               | Marka                  | Czas                   | Strata                 |
| ------------------------------- | -------------- | ------------ | ------------ | ------------ | ---------------------- | ---------------------- | ---------------------- | ---------------------- | ---------------------- |
| 1.                              | Toby Price     | KTM          | 3:26:58      | –            | 1.                     | Toby Price             | KTM                    | 30:55:54               | –                      |
| 2.                              | Ricky Brabec   | Honda        | 3:39:27      | +12:29       | 2.                     | Štefan Svitko          | KTM                    | 31:24:53               | +28:59                 |
| 3.                              | Antoine Méo    | KTM          | 3:40:22      | +13:24       | 3.                     | Paulo Gonçalves        | Honda                  | 31:29:55               | +34:01                 |
|                                 |                |              |              |              |                        |                        |                        |                        |                        |
| 37.                             | Jakub Piątek   | KTM          | 5:13:19      | +1:46:21     | 28.                    | Jakub Piątek           | KTM                    | 34:56:17               | +4:00:23               |
| 73.                             | Maciej Berdysz | KTM          | 7:13:27      | +3:46:29     | 76.                    | Maciej Berdysz         | KTM                    | 44:19:39               | +13:23:45              |
| Etap ukończyło 97 motocyklistów |                |              |              |              |                        |                        |                        |                        |                        |

| ETAP 10                         | ETAP 10         | ETAP 10      | ETAP 10      | ETAP 10      | ETAP 10                | ETAP 10                | ETAP 10                | ETAP 10                | ETAP 10                |
| Wyniki etapu                    | Wyniki etapu    | Wyniki etapu | Wyniki etapu | Wyniki etapu | Klasyfikacja generalna | Klasyfikacja generalna | Klasyfikacja generalna | Klasyfikacja generalna | Klasyfikacja generalna |
| Miejsce                         | Zawodnik        | Marka        | Czas         | Strata       | Miejsce                | Zawodnik               | Marka                  | Czas                   | Strata                 |
| ------------------------------- | --------------- | ------------ | ------------ | ------------ | ---------------------- | ---------------------- | ---------------------- | ---------------------- | ---------------------- |
| 1.                              | Štefan Svitko   | KTM          | 3:47:23      | –            | 1.                     | Toby Price             | KTM                    | 34:49:04               | –                      |
| 2.                              | Kevin Benavides | Honda        | 3:50:17      | +2:54        | 2.                     | Štefan Svitko          | KTM                    | 35:12:16               | +23:12                 |
| 3.                              | Toby Price      | KTM          | 3:53:10      | +5:47        | 3.                     | Pablo Quintanilla      | Husqvarna              | 35:31:53               | +42:49                 |
|                                 |                 |              |              |              |                        |                        |                        |                        |                        |
| 16.                             | Jakub Piątek    | KTM          | 4:26:28      | +39:05       | 21.                    | Jakub Piątek           | KTM                    | 39:14:29               | +4:25:25               |
| 67.                             | Maciej Berdysz  | KTM          | 6:44:01      | +2:56:38     | 69.                    | Maciej Berdysz         | KTM                    | 50:52:13               | +16:03:09              |
| Etap ukończyło 86 motocyklistów |                 |              |              |              |                        |                        |                        |                        |                        |

| ETAP 11                         | ETAP 11           | ETAP 11      | ETAP 11      | ETAP 11      | ETAP 11                | ETAP 11                | ETAP 11                | ETAP 11                | ETAP 11                |
| Wyniki etapu                    | Wyniki etapu      | Wyniki etapu | Wyniki etapu | Wyniki etapu | Klasyfikacja generalna | Klasyfikacja generalna | Klasyfikacja generalna | Klasyfikacja generalna | Klasyfikacja generalna |
| Miejsce                         | Zawodnik          | Marka        | Czas         | Strata       | Miejsce                | Zawodnik               | Marka                  | Czas                   | Strata                 |
| ------------------------------- | ----------------- | ------------ | ------------ | ------------ | ---------------------- | ---------------------- | ---------------------- | ---------------------- | ---------------------- |
| 1.                              | Antoine Méo       | KTM          | 5:19:08      | –            | 1.                     | Toby Price             | KTM                    | 40:08:30               | –                      |
| 2.                              | Toby Price        | KTM          | 5:19:26      | +0:18        | 2.                     | Štefan Svitko          | KTM                    | 40:43:53               | +35:23                 |
| 3.                              | Pablo Quintanilla | Husqvarna    | 5:21:56      | +2:48        | 3.                     | Antoine Méo            | KTM                    | 40:52:16               | +43:46                 |
|                                 |                   |              |              |              |                        |                        |                        |                        |                        |
| 25.                             | Jakub Piątek      | KTM          | 6:02:57      | +43:49       | 21.                    | Jakub Piątek           | KTM                    | 45:17:26               | +5:08:56               |
| 62.                             | Maciej Berdysz    | KTM          | 7:56:49      | +2:37:41     | 64.                    | Maciej Berdysz         | KTM                    | 58:49:02               | +18:40:32              |
| Etap ukończyło 84 motocyklistów |                   |              |              |              |                        |                        |                        |                        |                        |

| ETAP 12                         | ETAP 12          | ETAP 12      | ETAP 12      | ETAP 12      | ETAP 12                | ETAP 12                | ETAP 12                | ETAP 12                | ETAP 12                |
| Wyniki etapu                    | Wyniki etapu     | Wyniki etapu | Wyniki etapu | Wyniki etapu | Klasyfikacja generalna | Klasyfikacja generalna | Klasyfikacja generalna | Klasyfikacja generalna | Klasyfikacja generalna |
| Miejsce                         | Zawodnik         | Marka        | Czas         | Strata       | Miejsce                | Zawodnik               | Marka                  | Czas                   | Strata                 |
| ------------------------------- | ---------------- | ------------ | ------------ | ------------ | ---------------------- | ---------------------- | ---------------------- | ---------------------- | ---------------------- |
| 1.                              | Hélder Rodrigues | Yamaha       | 6:00:24      | –            | 1.                     | Toby Price             | KTM                    | 46:13:26               | –                      |
| 2.                              | Toby Price       | KTM          | 6:04:56      | +4:32        | 2.                     | Štefan Svitko          | KTM                    | 46:51:05               | +37:39                 |
| 3.                              | Kevin Benavides  | Honda        | 6:05:19      | +4:55        | 3.                     | Pablo Quintanilla      | Husqvarna              | 47:06:36               | +53:10                 |
|                                 |                  |              |              |              |                        |                        |                        |                        |                        |
| 18.                             | Jakub Piątek     | KTM          | 6:29:13      | +28:49       | 20.                    | Jakub Piątek           | KTM                    | 51:46:39               | +5:33:13               |
| 60.                             | Maciej Berdysz   | KTM          | 7:34:57      | +1:34:33     | 65.                    | Maciej Berdysz         | KTM                    | 66:23:59               | +20:10:33              |
| Etap ukończyło 84 motocyklistów |                  |              |              |              |                        |                        |                        |                        |                        |

| ETAP 13                         | ETAP 13           | ETAP 13      | ETAP 13      | ETAP 13      | ETAP 13                | ETAP 13                | ETAP 13                | ETAP 13                | ETAP 13                |
| Wyniki etapu                    | Wyniki etapu      | Wyniki etapu | Wyniki etapu | Wyniki etapu | Klasyfikacja generalna | Klasyfikacja generalna | Klasyfikacja generalna | Klasyfikacja generalna | Klasyfikacja generalna |
| Miejsce                         | Zawodnik          | Marka        | Czas         | Strata       | Miejsce                | Zawodnik               | Marka                  | Czas                   | Strata                 |
| ------------------------------- | ----------------- | ------------ | ------------ | ------------ | ---------------------- | ---------------------- | ---------------------- | ---------------------- | ---------------------- |
| 1.                              | Pablo Quintanilla | Husqvarna    | 1:51:27      | –            | 1.                     | Toby Price             | KTM                    | 48:09:15               | –                      |
| 2.                              | Kevin Benavides   | Honda        | 1:53:08      | +1:41        | 2.                     | Štefan Svitko          | KTM                    | 48:48:56               | +39:41                 |
| 3.                              | Hélder Rodrigues  | Yamaha       | 1:54:04      | +2:37        | 3.                     | Pablo Quintanilla      | Husqvarna              | 48:58:03               | +48:48                 |
|                                 |                   |              |              |              |                        |                        |                        |                        |                        |
| 24.                             | Jakub Piątek      | KTM          | 2:10:45      | +19:18       | 20.                    | Jakub Piątek           | KTM                    | 53:57:24               | +5:48:09               |
| 65.                             | Maciej Berdysz    | KTM          | 2:25:23      | +33:56       | 65.                    | Maciej Berdysz         | KTM                    | 68:49:22               | +20:40:07              |
| Etap ukończyło 84 motocyklistów |                   |              |              |              |                        |                        |                        |                        |                        |

### Quady
| PROLOG                       | PROLOG            | PROLOG       | PROLOG       | PROLOG       | PROLOG                 | PROLOG                 | PROLOG                 | PROLOG                 | PROLOG                 |
| Wyniki etapu                 | Wyniki etapu      | Wyniki etapu | Wyniki etapu | Wyniki etapu | Klasyfikacja generalna | Klasyfikacja generalna | Klasyfikacja generalna | Klasyfikacja generalna | Klasyfikacja generalna |
| Miejsce                      | Zawodnik          | Marka        | Czas         | Strata       | Miejsce                | Zawodnik               | Marka                  | Czas                   | Strata                 |
| ---------------------------- | ----------------- | ------------ | ------------ | ------------ | ---------------------- | ---------------------- | ---------------------- | ---------------------- | ---------------------- |
| 1.                           | Ignacio Casale    | Yamaha       | 7:14         | –            | 1.                     | Ignacio Casale         | Yamaha                 | 7:14                   | –                      |
| 2.                           | Marcos Patronelli | Yamaha       | 7:19         | +0:05        | 2.                     | Marcos Patronelli      | Yamaha                 | 7:19                   | +0:05                  |
| 3.                           | Pablo Copetti     | Yamaha       | 7:21         | +0:07        | 3.                     | Pablo Copetti          | Yamaha                 | 7:21                   | +0:07                  |
|                              |                   |              |              |              |                        |                        |                        |                        |                        |
| 14.                          | Rafał Sonik       | Yamaha       | 7:37         | +0:23        | 14.                    | Rafał Sonik            | Yamaha                 | 7:37                   | +0:23                  |
| Etap ukończyło 45 quadzistów |                   |              |              |              |                        |                        |                        |                        |                        |

| ETAP 1        | ETAP 1       | ETAP 1       | ETAP 1       | ETAP 1       | ETAP 1                 | ETAP 1                 | ETAP 1                 | ETAP 1                 | ETAP 1                 |
| Wyniki etapu  | Wyniki etapu | Wyniki etapu | Wyniki etapu | Wyniki etapu | Klasyfikacja generalna | Klasyfikacja generalna | Klasyfikacja generalna | Klasyfikacja generalna | Klasyfikacja generalna |
| Miejsce       | Zawodnik     | Marka        | Czas         | Strata       | Miejsce                | Zawodnik               | Marka                  | Czas                   | Strata                 |
| ------------- | ------------ | ------------ | ------------ | ------------ | ---------------------- | ---------------------- | ---------------------- | ---------------------- | ---------------------- |
| Etap odwołany |              |              |              |              |                        |                        |                        |                        |                        |

| ETAP 2                       | ETAP 2            | ETAP 2       | ETAP 2       | ETAP 2       | ETAP 2                 | ETAP 2                 | ETAP 2                 | ETAP 2                 | ETAP 2                 |
| Wyniki etapu                 | Wyniki etapu      | Wyniki etapu | Wyniki etapu | Wyniki etapu | Klasyfikacja generalna | Klasyfikacja generalna | Klasyfikacja generalna | Klasyfikacja generalna | Klasyfikacja generalna |
| Miejsce                      | Zawodnik          | Marka        | Czas         | Strata       | Miejsce                | Zawodnik               | Marka                  | Czas                   | Strata                 |
| ---------------------------- | ----------------- | ------------ | ------------ | ------------ | ---------------------- | ---------------------- | ---------------------- | ---------------------- | ---------------------- |
| 1.                           | Ignacio Casale    | Yamaha       | 4:10:47      | –            | 1.                     | Ignacio Casale         | Yamaha                 | 4:18:01                | –                      |
| 2.                           | Brian Baragwanath | Yamaha       | 4:14:36      | +3:49        | 2.                     | Brian Baragwanath      | Yamaha                 | 4:22:01                | +4:00                  |
| 3.                           | Marcelo Medeiros  | Yamaha       | 4:14:58      | +4:11        | 3.                     | Marcelo Medeiros       | Yamaha                 | 4:22:24                | +4:23                  |
|                              |                   |              |              |              |                        |                        |                        |                        |                        |
| 6.                           | Rafał Sonik       | Yamaha       | 4:18:22      | +7:35        | 6.                     | Rafał Sonik            | Yamaha                 | 4:25:59                | +7:58                  |
| Etap ukończyło 44 quadzistów |                   |              |              |              |                        |                        |                        |                        |                        |

| ETAP 3                       | ETAP 3            | ETAP 3       | ETAP 3       | ETAP 3       | ETAP 3                 | ETAP 3                 | ETAP 3                 | ETAP 3                 | ETAP 3                 |
| Wyniki etapu                 | Wyniki etapu      | Wyniki etapu | Wyniki etapu | Wyniki etapu | Klasyfikacja generalna | Klasyfikacja generalna | Klasyfikacja generalna | Klasyfikacja generalna | Klasyfikacja generalna |
| Miejsce                      | Zawodnik          | Marka        | Czas         | Strata       | Miejsce                | Zawodnik               | Marka                  | Czas                   | Strata                 |
| ---------------------------- | ----------------- | ------------ | ------------ | ------------ | ---------------------- | ---------------------- | ---------------------- | ---------------------- | ---------------------- |
| 1.                           | Brian Baragwanath | Yamaha       | 2:42:35      | –            | 1.                     | Ignacio Casale         | Yamaha                 | 7:01:40                | –                      |
| 2.                           | Ignacio Casale    | Yamaha       | 2:43:39      | +1:04        | 2.                     | Brian Baragwanath      | Yamaha                 | 7:04:36                | +2:56                  |
| 3.                           | Lucas Bonetto     | Honda        | 2:47:12      | +4:37        | 3.                     | Marcelo Medeiros       | Yamaha                 | 7:09:38                | +7:58                  |
|                              |                   |              |              |              |                        |                        |                        |                        |                        |
| 5.                           | Rafał Sonik       | Yamaha       | 2:47:14      | +4:39        | 5.                     | Rafał Sonik            | Yamaha                 | 7:13:13                | +11:33                 |
| Etap ukończyło 44 quadzistów |                   |              |              |              |                        |                        |                        |                        |                        |

| ETAP 4                       | ETAP 4                 | ETAP 4       | ETAP 4       | ETAP 4       | ETAP 4                 | ETAP 4                 | ETAP 4                 | ETAP 4                 | ETAP 4                 |
| Wyniki etapu                 | Wyniki etapu           | Wyniki etapu | Wyniki etapu | Wyniki etapu | Klasyfikacja generalna | Klasyfikacja generalna | Klasyfikacja generalna | Klasyfikacja generalna | Klasyfikacja generalna |
| Miejsce                      | Zawodnik               | Marka        | Czas         | Strata       | Miejsce                | Zawodnik               | Marka                  | Czas                   | Strata                 |
| ---------------------------- | ---------------------- | ------------ | ------------ | ------------ | ---------------------- | ---------------------- | ---------------------- | ---------------------- | ---------------------- |
| 1.                           | Alexis Hernández       | Yamaha       | 4:53:23      | –            | 1.                     | Ignacio Casale         | Yamaha                 | 11:55:41               | –                      |
| 2.                           | Marcos Patronelli      | Yamaha       | 4:53:27      | +0:04        | 2.                     | Marcelo Medeiros       | Yamaha                 | 12:06:58               | +11:17                 |
| 3.                           | Enrique Umbert Okumura | Yamaha       | 4:53:51      | +0:28        | 3.                     | Alejandro Patronelli   | Yamaha                 | 12:09:49               | +14:08                 |
|                              |                        |              |              |              |                        |                        |                        |                        |                        |
| 12.                          | Rafał Sonik            | Yamaha       | 5:02:35      | +9:12        | 7.                     | Rafał Sonik            | Yamaha                 | 12:15:48               | +20:07                 |
| Etap ukończyło 43 quadzistów |                        |              |              |              |                        |                        |                        |                        |                        |

| ETAP 5                       | ETAP 5               | ETAP 5       | ETAP 5       | ETAP 5       | ETAP 5                 | ETAP 5                 | ETAP 5                 | ETAP 5                 | ETAP 5                 |
| Wyniki etapu                 | Wyniki etapu         | Wyniki etapu | Wyniki etapu | Wyniki etapu | Klasyfikacja generalna | Klasyfikacja generalna | Klasyfikacja generalna | Klasyfikacja generalna | Klasyfikacja generalna |
| Miejsce                      | Zawodnik             | Marka        | Czas         | Strata       | Miejsce                | Zawodnik               | Marka                  | Czas                   | Strata                 |
| ---------------------------- | -------------------- | ------------ | ------------ | ------------ | ---------------------- | ---------------------- | ---------------------- | ---------------------- | ---------------------- |
| 1.                           | Alexis Hernández     | Yamaha       | 4:49:24      | –            | 1.                     | Alexis Hernández       | Yamaha                 | 17:00:21               | –                      |
| 2.                           | Alejandro Patronelli | Yamaha       | 4:51:20      | +1:56        | 2.                     | Alejandro Patronelli   | Yamaha                 | 17:01:09               | +0:48                  |
| 3.                           | Siergiej Kariakin    | Yamaha       | 4:52:14      | +2:50        | 3.                     | Marcos Patronelli      | Yamaha                 | 17:10:36               | +10:15                 |
|                              |                      |              |              |              |                        |                        |                        |                        |                        |
| DNS                          | Rafał Sonik          | Yamaha       | Nie ukończył | Nie ukończył | –                      | Rafał Sonik            | Yamaha                 | DNS                    | DNS                    |
| Etap ukończyło 38 quadzistów |                      |              |              |              |                        |                        |                        |                        |                        |

| ETAP 6                       | ETAP 6               | ETAP 6       | ETAP 6       | ETAP 6       | ETAP 6                 | ETAP 6                 | ETAP 6                 | ETAP 6                 | ETAP 6                 |
| Wyniki etapu                 | Wyniki etapu         | Wyniki etapu | Wyniki etapu | Wyniki etapu | Klasyfikacja generalna | Klasyfikacja generalna | Klasyfikacja generalna | Klasyfikacja generalna | Klasyfikacja generalna |
| Miejsce                      | Zawodnik             | Marka        | Czas         | Strata       | Miejsce                | Zawodnik               | Marka                  | Czas                   | Strata                 |
| ---------------------------- | -------------------- | ------------ | ------------ | ------------ | ---------------------- | ---------------------- | ---------------------- | ---------------------- | ---------------------- |
| 1.                           | Marcos Patronelli    | Yamaha       | 6:53:39      | –            | 1.                     | Alejandro Patronelli   | Yamaha                 | 24:01:27               | –                      |
| 2.                           | Alejandro Patronelli | Yamaha       | 7:00:18      | +6:39        | 2.                     | Marcos Patronelli      | Yamaha                 | 24:04:15               | +2:48                  |
| 3.                           | Siergiej Kariakin    | Yamaha       | 7:12:40      | +19:01       | 3.                     | Alexis Hernández       | Yamaha                 | 24:23:28               | +22:01                 |
| Etap ukończyło 36 quadzistów |                      |              |              |              |                        |                        |                        |                        |                        |

| ETAP 7                       | ETAP 7            | ETAP 7       | ETAP 7       | ETAP 7       | ETAP 7                 | ETAP 7                    | ETAP 7                 | ETAP 7                 | ETAP 7                 |
| Wyniki etapu                 | Wyniki etapu      | Wyniki etapu | Wyniki etapu | Wyniki etapu | Klasyfikacja generalna | Klasyfikacja generalna    | Klasyfikacja generalna | Klasyfikacja generalna | Klasyfikacja generalna |
| Miejsce                      | Zawodnik          | Marka        | Czas         | Strata       | Miejsce                | Zawodnik                  | Marka                  | Czas                   | Strata                 |
| ---------------------------- | ----------------- | ------------ | ------------ | ------------ | ---------------------- | ------------------------- | ---------------------- | ---------------------- | ---------------------- |
| 1.                           | Siergiej Kariakin | Yamaha       | 2:58:16      | –            | 1.                     | Alejandro Patronelli      | Yamaha                 | 27:02:31               | –                      |
| 2.                           | Lucas Bonetto     | Honda        | 2:58:30      | +0:14        | 2.                     | Marcos Patronelli         | Yamaha                 | 27:06:07               | +3:36                  |
| 3.                           | Pablo Copetti     | Yamaha       | 2:58:59      | +0:43        | 3.                     | Jeremías González Ferioli | Yamaha                 | 27:28:34               | +26:03                 |
| Etap ukończyło 36 quadzistów |                   |              |              |              |                        |                           |                        |                        |                        |

| ETAP 8                       | ETAP 8               | ETAP 8       | ETAP 8       | ETAP 8       | ETAP 8                 | ETAP 8                 | ETAP 8                 | ETAP 8                 | ETAP 8                 |
| Wyniki etapu                 | Wyniki etapu         | Wyniki etapu | Wyniki etapu | Wyniki etapu | Klasyfikacja generalna | Klasyfikacja generalna | Klasyfikacja generalna | Klasyfikacja generalna | Klasyfikacja generalna |
| Miejsce                      | Zawodnik             | Marka        | Czas         | Strata       | Miejsce                | Zawodnik               | Marka                  | Czas                   | Strata                 |
| ---------------------------- | -------------------- | ------------ | ------------ | ------------ | ---------------------- | ---------------------- | ---------------------- | ---------------------- | ---------------------- |
| 1.                           | Marcos Patronelli    | Yamaha       | 5:41:18      | –            | 1.                     | Marcos Patronelli      | Yamaha                 | 32:47:25               | –                      |
| 2.                           | Alejandro Patronelli | Yamaha       | 5:47:00      | +5:42        | 2.                     | Alejandro Patronelli   | Yamaha                 | 32:49:31               | +2:06                  |
| 3.                           | Alexis Hernández     | Yamaha       | 5:50:35      | +9:17        | 3.                     | Alexis Hernández       | Yamaha                 | 33:20:15               | +32:50                 |
| Etap ukończyło 35 quadzistów |                      |              |              |              |                        |                        |                        |                        |                        |

| ETAP 9                       | ETAP 9               | ETAP 9       | ETAP 9       | ETAP 9       | ETAP 9                 | ETAP 9                 | ETAP 9                 | ETAP 9                 | ETAP 9                 |
| Wyniki etapu                 | Wyniki etapu         | Wyniki etapu | Wyniki etapu | Wyniki etapu | Klasyfikacja generalna | Klasyfikacja generalna | Klasyfikacja generalna | Klasyfikacja generalna | Klasyfikacja generalna |
| Miejsce                      | Zawodnik             | Marka        | Czas         | Strata       | Miejsce                | Zawodnik               | Marka                  | Czas                   | Strata                 |
| ---------------------------- | -------------------- | ------------ | ------------ | ------------ | ---------------------- | ---------------------- | ---------------------- | ---------------------- | ---------------------- |
| 1.                           | Pablo Copetti        | Yamaha       | 5:39:41      | –            | 1.                     | Marcos Patronelli      | 38:29:22               | –                      |                        |
| 2.                           | Alejandro Patronelli | Yamaha       | 5:40:35      | +0:54        | 2.                     | Alejandro Patronelli   | Yamaha                 | 38:30:06               | +0:44                  |
| 3.                           | Marcos Patronelli    | Yamaha       | 5:41:57      | +2:16        | 3.                     | Alexis Hernández       | Yamaha                 | 39:13:34               | +44:12                 |
| Etap ukończyło 32 quadzistów |                      |              |              |              |                        |                        |                        |                        |                        |

| ETAP 10                      | ETAP 10              | ETAP 10      | ETAP 10      | ETAP 10      | ETAP 10                | ETAP 10                   | ETAP 10                | ETAP 10                | ETAP 10                |
| Wyniki etapu                 | Wyniki etapu         | Wyniki etapu | Wyniki etapu | Wyniki etapu | Klasyfikacja generalna | Klasyfikacja generalna    | Klasyfikacja generalna | Klasyfikacja generalna | Klasyfikacja generalna |
| Miejsce                      | Zawodnik             | Marka        | Czas         | Strata       | Miejsce                | Zawodnik                  | Marka                  | Czas                   | Strata                 |
| ---------------------------- | -------------------- | ------------ | ------------ | ------------ | ---------------------- | ------------------------- | ---------------------- | ---------------------- | ---------------------- |
| 1.                           | Brian Baragwanath    | Yamaha       | 4:53:30      | –            | 1.                     | Marcos Patronelli         | Yamaha                 | 43:14:19               | –                      |
| 2.                           | Marcos Patronelli    | Yamaha       | 4:53:59      | +0:29        | 2.                     | Alejandro Patronelli      | Yamaha                 | 43:15:53               | +1:34                  |
| 3.                           | Alejandro Patronelli | Yamaha       | 4:54:47      | +1:17        | 3.                     | Jeremías González Ferioli | Yamaha                 | 44:49:02               | +1:34:43               |
| Etap ukończyło 29 quadzistów |                      |              |              |              |                        |                           |                        |                        |                        |

| ETAP 11                      | ETAP 11              | ETAP 11      | ETAP 11      | ETAP 11      | ETAP 11                | ETAP 11                | ETAP 11                | ETAP 11                | ETAP 11                |
| Wyniki etapu                 | Wyniki etapu         | Wyniki etapu | Wyniki etapu | Wyniki etapu | Klasyfikacja generalna | Klasyfikacja generalna | Klasyfikacja generalna | Klasyfikacja generalna | Klasyfikacja generalna |
| Miejsce                      | Zawodnik             | Marka        | Czas         | Strata       | Miejsce                | Zawodnik               | Marka                  | Czas                   | Strata                 |
| ---------------------------- | -------------------- | ------------ | ------------ | ------------ | ---------------------- | ---------------------- | ---------------------- | ---------------------- | ---------------------- |
| 1.                           | Alejandro Patronelli | Yamaha       | 6:20:15      | –            | 1.                     | Marcos Patronelli      | Yamaha                 | 49:36:00               | –                      |
| 2.                           | Brian Baragwanath    | Yamaha       | 6:21:21      | +1:06        | 2.                     | Alejandro Patronelli   | Yamaha                 | 49:36:08               | +0:08                  |
| 3.                           | Marcos Patronelli    | Yamaha       | 6:21:41      | +1:26        | 3.                     | Brian Baragwanath      | Yamaha                 | 51:17:15               | +1:41:15               |
| Etap ukończyło 24 quadzistów |                      |              |              |              |                        |                        |                        |                        |                        |

| ETAP 12                      | ETAP 12           | ETAP 12      | ETAP 12      | ETAP 12      | ETAP 12                | ETAP 12                | ETAP 12                | ETAP 12                | ETAP 12                |
| Wyniki etapu                 | Wyniki etapu      | Wyniki etapu | Wyniki etapu | Wyniki etapu | Klasyfikacja generalna | Klasyfikacja generalna | Klasyfikacja generalna | Klasyfikacja generalna | Klasyfikacja generalna |
| Miejsce                      | Zawodnik          | Marka        | Czas         | Strata       | Miejsce                | Zawodnik               | Marka                  | Czas                   | Strata                 |
| ---------------------------- | ----------------- | ------------ | ------------ | ------------ | ---------------------- | ---------------------- | ---------------------- | ---------------------- | ---------------------- |
| 1.                           | Marcos Patronelli | Yamaha       | 6:48:46      | –            | 1.                     | Marcos Patronelli      | Yamaha                 | 56:24:46               | –                      |
| 2.                           | Walter Nosiglia   | Honda        | 6:48:55      | +0:09        | 2.                     | Alejandro Patronelli   | Yamaha                 | 56:29:09               | +4:23                  |
| 3.                           | Siergiej Kariakin | Yamaha       | 6:49:35      | +0:49        | 3.                     | Siergiej Kariakin      | Yamaha                 | 58:16:53               | +1:52:07               |
| Etap ukończyło 24 quadzistów |                   |              |              |              |                        |                        |                        |                        |                        |

| ETAP 13                      | ETAP 13           | ETAP 13      | ETAP 13      | ETAP 13      | ETAP 13                | ETAP 13                | ETAP 13                | ETAP 13                | ETAP 13                |
| Wyniki etapu                 | Wyniki etapu      | Wyniki etapu | Wyniki etapu | Wyniki etapu | Klasyfikacja generalna | Klasyfikacja generalna | Klasyfikacja generalna | Klasyfikacja generalna | Klasyfikacja generalna |
| Miejsce                      | Zawodnik          | Marka        | Czas         | Strata       | Miejsce                | Zawodnik               | Marka                  | Czas                   | Strata                 |
| ---------------------------- | ----------------- | ------------ | ------------ | ------------ | ---------------------- | ---------------------- | ---------------------- | ---------------------- | ---------------------- |
| 1.                           | Brian Baragwanath | Yamaha       | 2:07:18      | –            | 1.                     | Marcos Patronelli      | Yamaha                 | 58:47:41               | –                      |
| 2.                           | Giuliano Giordana | Yamaha       | 2:15:02      | +7:44        | 2.                     | Alejandro Patronelli   | Yamaha                 | 58:53:04               | +5:23                  |
| 3.                           | Siergiej Kariakin | Yamaha       | 2:15:13      | +7:55        | 3.                     | Brian Baragwanath      | Yamaha                 | 60:29:34               | +1:41:53               |
| Etap ukończyło 23 quadzistów |                   |              |              |              |                        |                        |                        |                        |                        |

### Samochody
| PROLOG                        | PROLOG                                   | PROLOG       | PROLOG       | PROLOG       | PROLOG                 | PROLOG                                   | PROLOG                 | PROLOG                 | PROLOG                 |
| Wyniki etapu                  | Wyniki etapu                             | Wyniki etapu | Wyniki etapu | Wyniki etapu | Klasyfikacja generalna | Klasyfikacja generalna                   | Klasyfikacja generalna | Klasyfikacja generalna | Klasyfikacja generalna |
| Miejsce                       | Zawodnik                                 | Marka        | Czas         | Strata       | Miejsce                | Zawodnik                                 | Marka                  | Czas                   | Strata                 |
| ----------------------------- | ---------------------------------------- | ------------ | ------------ | ------------ | ---------------------- | ---------------------------------------- | ---------------------- | ---------------------- | ---------------------- |
| 1.                            | Bernhard Ten Brinke Tom Colsoul          | Toyota       | 6:08         | –            | 1.                     | Bernhard Ten Brinke Tom Colsoul          | Toyota                 | 6:08                   | –                      |
| 2.                            | Carlos Sainz Lucas Cruz                  | Peugeot      | 6:11         | +0:03        | 2.                     | Carlos Sainz Lucas Cruz                  | Peugeot                | 6:11                   | +0:03                  |
| 3.                            | Xavier Pons Ricardo Torlaschi            | Ford         | 6:12         | +0:04        | 3.                     | Xavier Pons Ricardo Torlaschi            | Ford                   | 6:12                   | +0:04                  |
|                               |                                          |              |              |              |                        |                                          |                        |                        |                        |
| 5.                            | Marek Dąbrowski Jacek Czachor            | Toyota       | 6:13         | +0:05        | 5.                     | Marek Dąbrowski Jacek Czachor            | Toyota                 | 6:13                   | +0:05                  |
| 21.                           | Adam Małysz Xavier Panseri               | Mini         | 6:34         | +0:26        | 5.                     | Adam Małysz Xavier Panseri               | Mini                   | 6:34                   | +0:26                  |
| 22.                           | Jakub Przygoński Andrej Rudnicki         | Mini         | 6:34         | +0:26        | 23.                    | Jakub Przygoński Andrej Rudnicki         | Mini                   | 6:34                   | +0:26                  |
| 29.                           | Miroslav Zapletal Maciej Marton          | Hummer       | 6:45         | +0:37        | 30.                    | Miroslav Zapletal Maciej Marton          | Hummer                 | 6:45                   | +0:37                  |
| 34.                           | Benediktas Vanagas Sebastian Rozwadowski | Toyota       | 7:05         | +0:57        | 35.                    | Benediktas Vanagas Sebastian Rozwadowski | Toyota                 | 7:05                   | +0:57                  |
| Etap ukończyło 110 samochodów |                                          |              |              |              |                        |                                          |                        |                        |                        |

| ETAP 1        | ETAP 1       | ETAP 1       | ETAP 1       | ETAP 1       | ETAP 1                 | ETAP 1                 | ETAP 1                 | ETAP 1                 | ETAP 1                 |
| Wyniki etapu  | Wyniki etapu | Wyniki etapu | Wyniki etapu | Wyniki etapu | Klasyfikacja generalna | Klasyfikacja generalna | Klasyfikacja generalna | Klasyfikacja generalna | Klasyfikacja generalna |
| Miejsce       | Zawodnik     | Marka        | Czas         | Strata       | Miejsce                | Zawodnik               | Marka                  | Czas                   | Strata                 |
| ------------- | ------------ | ------------ | ------------ | ------------ | ---------------------- | ---------------------- | ---------------------- | ---------------------- | ---------------------- |
| Etap odwołany |              |              |              |              |                        |                        |                        |                        |                        |

| ETAP 2                        | ETAP 2                                   | ETAP 2       | ETAP 2       | ETAP 2       | ETAP 2                 | ETAP 2                                   | ETAP 2                 | ETAP 2                 | ETAP 2                 |
| Wyniki etapu                  | Wyniki etapu                             | Wyniki etapu | Wyniki etapu | Wyniki etapu | Klasyfikacja generalna | Klasyfikacja generalna                   | Klasyfikacja generalna | Klasyfikacja generalna | Klasyfikacja generalna |
| Miejsce                       | Zawodnik                                 | Marka        | Czas         | Strata       | Miejsce                | Zawodnik                                 | Marka                  | Czas                   | Strata                 |
| ----------------------------- | ---------------------------------------- | ------------ | ------------ | ------------ | ---------------------- | ---------------------------------------- | ---------------------- | ---------------------- | ---------------------- |
| 1.                            | Sébastien Loeb Daniel Elena              | Peugeot      | 3:45:46      | –            | 1.                     | Sébastien Loeb Daniel Elena              | Peugeot                | 3:52:03                | –                      |
| 2.                            | Stéphane Peterhansel Jean-Paul Cottret   | Peugeot      | 3:48:09      | +2:23        | 2.                     | Stéphane Peterhansel Jean-Paul Cottret   | Peugeot                | 3:54:26                | +2:23                  |
| 3.                            | Giniel de Villiers Dirk von Zitzewitz    | Toyota       | 3:48:47      | +3:01        | 3.                     | Giniel de Villiers Dirk von Zitzewitz    | Toyota                 | 3:55:04                | +3:01                  |
|                               |                                          |              |              |              |                        |                                          |                        |                        |                        |
| 15.                           | Adam Małysz Xavier Panseri               | Mini         | 3:57:53      | +12:07       | 15.                    | Adam Małysz Xavier Panseri               | Mini                   | 4:04:27                | +12:24                 |
| 16.                           | Jakub Przygoński Andrej Rudnicki         | Mini         | 3:58:13      | +12:27       | 16.                    | Jakub Przygoński Andrej Rudnicki         | Mini                   | 4:04:47                | +12:44                 |
| 22.                           | Marek Dąbrowski Jacek Czachor            | Toyota       | 4:04:56      | +19:10       | 22.                    | Marek Dąbrowski Jacek Czachor            | Toyota                 | 4:11:09                | +19:06                 |
| 24.                           | Miroslav Zapletal Maciej Marton          | Hummer       | 4:08:52      | +23:06       | 24.                    | Miroslav Zapletal Maciej Marton          | Hummer                 | 4:15:37                | +23:34                 |
| 63.                           | Benediktas Vanagas Sebastian Rozwadowski | Toyota       | 4:50:55      | +1:05:09     | 61.                    | Benediktas Vanagas Sebastian Rozwadowski | Toyota                 | 4:58:00                | +1:05:57               |
| Etap ukończyło 106 samochodów |                                          |              |              |              |                        |                                          |                        |                        |                        |

| ETAP 3                       | ETAP 3                                   | ETAP 3       | ETAP 3       | ETAP 3       | ETAP 3                 | ETAP 3                                   | ETAP 3                 | ETAP 3                 | ETAP 3                 |
| Wyniki etapu                 | Wyniki etapu                             | Wyniki etapu | Wyniki etapu | Wyniki etapu | Klasyfikacja generalna | Klasyfikacja generalna                   | Klasyfikacja generalna | Klasyfikacja generalna | Klasyfikacja generalna |
| Miejsce                      | Zawodnik                                 | Marka        | Czas         | Strata       | Miejsce                | Zawodnik                                 | Marka                  | Czas                   | Strata                 |
| ---------------------------- | ---------------------------------------- | ------------ | ------------ | ------------ | ---------------------- | ---------------------------------------- | ---------------------- | ---------------------- | ---------------------- |
| 1.                           | Sébastien Loeb Daniel Elena              | Peugeot      | 2:09:39      | –            | 1.                     | Sébastien Loeb Daniel Elena              | Peugeot                | 6:01:42                | –                      |
| 2.                           | Nasir al-Atijja Mathieu Baumel           | Mini         | 2:11:04      | +1:25        | 2.                     | Giniel de Villiers Dirk von Zitzewitz    | Toyota                 | 6:06:45                | +5:03                  |
| 3.                           | Giniel de Villiers Dirk von Zitzewitz    | Toyota       | 2:11:41      | +2:02        | 3.                     | Stéphane Peterhansel Jean-Paul Cottret   | Peugeot                | 6:06:57                | +5:15                  |
|                              |                                          |              |              |              |                        |                                          |                        |                        |                        |
| 19.                          | Jakub Przygoński Andrej Rudnicki         | Mini         | 2:21:49      | +12:10       | 14.                    | Jakub Przygoński Andrej Rudnicki         | Mini                   | 6:26:36                | +24:54                 |
| 20.                          | Marek Dąbrowski Jacek Czachor            | Toyota       | 2:22:20      | +12:41       | 15.                    | Adam Małysz Xavier Panseri               | Mini                   | 6:28:46                | +27:04                 |
| 25.                          | Adam Małysz Xavier Panseri               | Mini         | 2:24:19      | +14:40       | 20.                    | Marek Dąbrowski Jacek Czachor            | Toyota                 | 6:33:29                | +31:47                 |
| 37.                          | Miroslav Zapletal Maciej Marton          | Hummer       | 2:29:37      | +19:58       | 24.                    | Miroslav Zapletal Maciej Marton          | Hummer                 | 6:45:14                | +43:32                 |
| 38.                          | Benediktas Vanagas Sebastian Rozwadowski | Toyota       | 2:29:59      | +20:20       | 47.                    | Benediktas Vanagas Sebastian Rozwadowski | Toyota                 | 7:27:59                | +1:26:17               |
| Etap ukończyły 102 samochody |                                          |              |              |              |                        |                                          |                        |                        |                        |

| ETAP 4                        | ETAP 4                                   | ETAP 4       | ETAP 4       | ETAP 4       | ETAP 4                 | ETAP 4                                   | ETAP 4                 | ETAP 4                 | ETAP 4                 |
| Wyniki etapu                  | Wyniki etapu                             | Wyniki etapu | Wyniki etapu | Wyniki etapu | Klasyfikacja generalna | Klasyfikacja generalna                   | Klasyfikacja generalna | Klasyfikacja generalna | Klasyfikacja generalna |
| Miejsce                       | Zawodnik                                 | Marka        | Czas         | Strata       | Miejsce                | Zawodnik                                 | Marka                  | Czas                   | Strata                 |
| ----------------------------- | ---------------------------------------- | ------------ | ------------ | ------------ | ---------------------- | ---------------------------------------- | ---------------------- | ---------------------- | ---------------------- |
| 1.                            | Stéphane Peterhansel Jean-Paul Cottret   | Peugeot      | 3:42:42      | –            | 1.                     | Sébastien Loeb Daniel Elena              | Peugeot                | 9:44:51                | –                      |
| 2.                            | Carlos Sainz Lucas Cruz                  | Peugeot      | 3:42:53      | +0:11        | 2.                     | Stéphane Peterhansel Jean-Paul Cottret   | Peugeot                | 9:49:39                | +4:48                  |
| 3.                            | Sébastien Loeb Daniel Elena              | Peugeot      | 3:43:09      | +0:27        | 3.                     | Nasir al-Atijja Mathieu Baumel           | Mini                   | 9:56:00                | +11:09                 |
|                               |                                          |              |              |              |                        |                                          |                        |                        |                        |
| 18.                           | Jakub Przygoński Andrej Rudnicki         | Mini         | 4:00:17      | +17:35       | 14.                    | Jakub Przygoński Andrej Rudnicki         | Mini                   | 10:26:53               | +42:02                 |
| 25.                           | Adam Małysz Xavier Panseri               | Mini         | 4:04:12      | +21:30       | 18.                    | Adam Małysz Xavier Panseri               | Mini                   | 10:32:58               | +48:07                 |
| 30.                           | Benediktas Vanagas Sebastian Rozwadowski | Toyota       | 4:08:02      | +25:20       | 27.                    | Miroslav Zapletal Maciej Marton          | Hummer                 | 11:02:22               | +1:17:31               |
| 35.                           | Miroslav Zapletal Maciej Marton          | Hummer       | 4:17:08      | +34:26       | 39.                    | Benediktas Vanagas Sebastian Rozwadowski | Toyota                 | 11:36:01               | +1:51:10               |
| 99.                           | Marek Dąbrowski Jacek Czachor            | Toyota       | 13:55:20     | +10:12:38    | 97.                    | Marek Dąbrowski Jacek Czachor            | Toyota                 | 20:28:49               | +10:43:58              |
| Etap ukończyło 100 samochodów |                                          |              |              |              |                        |                                          |                        |                        |                        |

| ETAP 5                       | ETAP 5                                   | ETAP 5       | ETAP 5       | ETAP 5       | ETAP 5                 | ETAP 5                                   | ETAP 5                 | ETAP 5                 | ETAP 5                 |
| Wyniki etapu                 | Wyniki etapu                             | Wyniki etapu | Wyniki etapu | Wyniki etapu | Klasyfikacja generalna | Klasyfikacja generalna                   | Klasyfikacja generalna | Klasyfikacja generalna | Klasyfikacja generalna |
| Miejsce                      | Zawodnik                                 | Marka        | Czas         | Strata       | Miejsce                | Zawodnik                                 | Marka                  | Czas                   | Strata                 |
| ---------------------------- | ---------------------------------------- | ------------ | ------------ | ------------ | ---------------------- | ---------------------------------------- | ---------------------- | ---------------------- | ---------------------- |
| 1.                           | Sébastien Loeb Daniel Elena              | Peugeot      | 3:32:34      | –            | 1.                     | Sébastien Loeb Daniel Elena              | Peugeot                | 13:17:25               | –                      |
| 2.                           | Carlos Sainz Lucas Cruz                  | Peugeot      | 3:32:56      | +0:22        | 2.                     | Stéphane Peterhansel Jean-Paul Cottret   | Peugeot                | 13:25:13               | +7:48                  |
| 3.                           | Stéphane Peterhansel Jean-Paul Cottret   | Peugeot      | 3:35:34      | +3:00        | 3.                     | Carlos Sainz Lucas Cruz                  | Peugeot                | 13:30:51               | +13:26                 |
|                              |                                          |              |              |              |                        |                                          |                        |                        |                        |
| 14.                          | Jakub Przygoński Andrej Rudnicki         | Mini         | 3:48:08      | +15:34       | 14.                    | Jakub Przygoński Andrej Rudnicki         | Mini                   | 14:15:01               | +57:36                 |
| 21.                          | Benediktas Vanagas Sebastian Rozwadowski | Toyota       | 3:58:51      | +26:17       | 20.                    | Adam Małysz Xavier Panseri               | Mini                   | 14:39:54               | +1:22:29               |
| 26.                          | Adam Małysz Xavier Panseri               | Mini         | 4:06:56      | +34:22       | 29.                    | Miroslav Zapletal Maciej Marton          | Hummer                 | 15:24:21               | +2:06:56               |
| 29.                          | Marek Dąbrowski Jacek Czachor            | Toyota       | 4:10:37      | +38:03       | 30.                    | Benediktas Vanagas Sebastian Rozwadowski | Toyota                 | 15:34:52               | +2:17:27               |
| 35.                          | Miroslav Zapletal Maciej Marton          | Hummer       | 4:21:59      | +49:25       | 91.                    | Marek Dąbrowski Jacek Czachor            | Toyota                 | 24:39:26               | +11:22:01              |
| Etap ukończyło 98 samochodów |                                          |              |              |              |                        |                                          |                        |                        |                        |

| ETAP 6                      | ETAP 6                                   | ETAP 6       | ETAP 6       | ETAP 6       | ETAP 6                 | ETAP 6                                   | ETAP 6                 | ETAP 6                 | ETAP 6                 |
| Wyniki etapu                | Wyniki etapu                             | Wyniki etapu | Wyniki etapu | Wyniki etapu | Klasyfikacja generalna | Klasyfikacja generalna                   | Klasyfikacja generalna | Klasyfikacja generalna | Klasyfikacja generalna |
| Miejsce                     | Zawodnik                                 | Marka        | Czas         | Strata       | Miejsce                | Zawodnik                                 | Marka                  | Czas                   | Strata                 |
| --------------------------- | ---------------------------------------- | ------------ | ------------ | ------------ | ---------------------- | ---------------------------------------- | ---------------------- | ---------------------- | ---------------------- |
| 1.                          | Stéphane Peterhansel Jean-Paul Cottret   | Peugeot      | 5:01:07      | –            | 1.                     | Stéphane Peterhansel Jean-Paul Cottret   | Peugeot                | 18:26:20               | –                      |
| 2.                          | Carlos Sainz Lucas Cruz                  | Peugeot      | 5:01:24      | +0:17        | 2.                     | Sébastien Loeb Daniel Elena              | Peugeot                | 18:26:47               | +0:27                  |
| 3.                          | Yazeed Al-Rajhi Timo Gottschalk          | Toyota       | 5:08:26      | +7:19        | 3.                     | Carlos Sainz Lucas Cruz                  | Peugeot                | 18:32:15               | +5:55                  |
|                             |                                          |              |              |              |                        |                                          |                        |                        |                        |
| 16.                         | Jakub Przygoński Andrej Rudnicki         | Mini         | 5:29:04      | +27:57       | 14.                    | Jakub Przygoński Andrej Rudnicki         | Mini                   | 19:44:05               | +1:17:45               |
| 17.                         | Adam Małysz Xavier Panseri               | Mini         | 5:29:51      | +28:44       | 19.                    | Adam Małysz Xavier Panseri               | Mini                   | 20:09:45               | +1:43:25               |
| 20.                         | Marek Dąbrowski Jacek Czachor            | Toyota       | 5:34:13      | +33:06       | 24.                    | Miroslav Zapletal Maciej Marton          | Hummer                 | 21:19:03               | +2:52:43               |
| 29.                         | Miroslav Zapletal Maciej Marton          | Hummer       | 5:54:42      | +53:35       | 26.                    | Benediktas Vanagas Sebastian Rozwadowski | Toyota                 | 21:36:21               | +3:10:01               |
| 32.                         | Benediktas Vanagas Sebastian Rozwadowski | Toyota       | 6:01:29      | +1:00:22     | 77.                    | Marek Dąbrowski Jacek Czachor            | Toyota                 | 30:13:39               | +11:47:19              |
| Etap ukończyły 93 samochody |                                          |              |              |              |                        |                                          |                        |                        |                        |

| ETAP 7                       | ETAP 7                                   | ETAP 7       | ETAP 7       | ETAP 7       | ETAP 7                 | ETAP 7                                   | ETAP 7                 | ETAP 7                 | ETAP 7                 |
| Wyniki etapu                 | Wyniki etapu                             | Wyniki etapu | Wyniki etapu | Wyniki etapu | Klasyfikacja generalna | Klasyfikacja generalna                   | Klasyfikacja generalna | Klasyfikacja generalna | Klasyfikacja generalna |
| Miejsce                      | Zawodnik                                 | Marka        | Czas         | Strata       | Miejsce                | Zawodnik                                 | Marka                  | Czas                   | Strata                 |
| ---------------------------- | ---------------------------------------- | ------------ | ------------ | ------------ | ---------------------- | ---------------------------------------- | ---------------------- | ---------------------- | ---------------------- |
| 1.                           | Carlos Sainz Lucas Cruz                  | Peugeot      | 3:19:03      | –            | 1.                     | Sébastien Loeb Daniel Elena              | Peugeot                | 21:46:28               | –                      |
| 2.                           | Sébastien Loeb Daniel Elena              | Peugeot      | 3:19:41      | +0:38        | 2.                     | Stéphane Peterhansel Jean-Paul Cottret   | Peugeot                | 21:48:50               | +2:22                  |
| 3.                           | Nasir al-Atijja Mathieu Baumel           | Mini         | 3:22:25      | +3:22        | 3.                     | Carlos Sainz Lucas Cruz                  | Peugeot                | 21:51:18               | +4:50                  |
|                              |                                          |              |              |              |                        |                                          |                        |                        |                        |
| 17.                          | Marek Dąbrowski Jacek Czachor            | Toyota       | 3:40:48      | +21:45       | 15.                    | Jakub Przygoński Andrej Rudnicki         | Mini                   | 23:37:55               | +1:51:27               |
| 25.                          | Miroslav Zapletal Maciej Marton          | Hummer       | 3:50:37      | +31:34       | 23.                    | Miroslav Zapletal Maciej Marton          | Hummer                 | 25:09:40               | +3:23:12               |
| 29.                          | Jakub Przygoński Andrej Rudnicki         | Mini         | 3:53:50      | +34:47       | 27.                    | Benediktas Vanagas Sebastian Rozwadowski | Toyota                 | 25:32:53               | +3:46:25               |
| 32.                          | Benediktas Vanagas Sebastian Rozwadowski | Toyota       | 3:56:32      | +37:29       | 67.                    | Marek Dąbrowski Jacek Czachor            | Toyota                 | 33:54:27               | +12:07:59              |
| 89.                          | Adam Małysz Xavier Panseri               | Mini         | 17:28:09     | +14:09:06    | 78.                    | Adam Małysz Xavier Panseri               | Mini                   | 37:37:54               | +15:51:26              |
| Etap ukończyło 91 samochodów |                                          |              |              |              |                        |                                          |                        |                        |                        |

| ETAP 8                       | ETAP 8                                   | ETAP 8       | ETAP 8       | ETAP 8       | ETAP 8                 | ETAP 8                                   | ETAP 8                 | ETAP 8                 | ETAP 8                 |
| Wyniki etapu                 | Wyniki etapu                             | Wyniki etapu | Wyniki etapu | Wyniki etapu | Klasyfikacja generalna | Klasyfikacja generalna                   | Klasyfikacja generalna | Klasyfikacja generalna | Klasyfikacja generalna |
| Miejsce                      | Zawodnik                                 | Marka        | Czas         | Strata       | Miejsce                | Zawodnik                                 | Marka                  | Czas                   | Strata                 |
| ---------------------------- | ---------------------------------------- | ------------ | ------------ | ------------ | ---------------------- | ---------------------------------------- | ---------------------- | ---------------------- | ---------------------- |
| 1.                           | Nasir al-Atijja Mathieu Baumel           | Mini         | 4:12:23      | –            | 1.                     | Stéphane Peterhansel Jean-Paul Cottret   | Peugeot                | 26:01:44               | –                      |
| 2.                           | Carlos Sainz Lucas Cruz                  | Peugeot      | 4:12:35      | +0:12        | 2.                     | Carlos Sainz Lucas Cruz                  | Peugeot                | 26:03:53               | +2:09                  |
| 3.                           | Stéphane Peterhansel Jean-Paul Cottret   | Peugeot      | 4:12:54      | +0:31        | 3.                     | Nasir al-Atijja Mathieu Baumel           | Mini                   | 26:16:27               | +14:43                 |
|                              |                                          |              |              |              |                        |                                          |                        |                        |                        |
| 14.                          | Jakub Przygoński Andrej Rudnicki         | Mini         | 4:32:11      | +19:48       | 15.                    | Jakub Przygoński Andrej Rudnicki         | Mini                   | 28:10:06               | +2:08:22               |
| 20.                          | Miroslav Zapletal Maciej Marton          | Hummer       | 4:46:53      | +34:30       | 22.                    | Miroslav Zapletal Maciej Marton          | Hummer                 | 29:56:33               | +3:54:49               |
| 22.                          | Marek Dąbrowski Jacek Czachor            | Toyota       | 4:47:13      | +34:50       | 27.                    | Benediktas Vanagas Sebastian Rozwadowski | Toyota                 | 30:55:02               | +4:53:18               |
| 34.                          | Benediktas Vanagas Sebastian Rozwadowski | Toyota       | 5:22:09      | +1:09:46     | 53.                    | Marek Dąbrowski Jacek Czachor            | Toyota                 | 38:41:40               | +12:39:56              |
| 42.                          | Adam Małysz Xavier Panseri               | Mini         | 6:13:11      | +2:00:48     | 62.                    | Adam Małysz Xavier Panseri               | Mini                   | 43:51:05               | +17:49:21              |
| Etap ukończyło 88 samochodów |                                          |              |              |              |                        |                                          |                        |                        |                        |

| ETAP 9                       | ETAP 9                                   | ETAP 9       | ETAP 9       | ETAP 9       | ETAP 9                 | ETAP 9                                   | ETAP 9                 | ETAP 9                 | ETAP 9                 |
| Wyniki etapu                 | Wyniki etapu                             | Wyniki etapu | Wyniki etapu | Wyniki etapu | Klasyfikacja generalna | Klasyfikacja generalna                   | Klasyfikacja generalna | Klasyfikacja generalna | Klasyfikacja generalna |
| Miejsce                      | Zawodnik                                 | Marka        | Czas         | Strata       | Miejsce                | Zawodnik                                 | Marka                  | Czas                   | Strata                 |
| ---------------------------- | ---------------------------------------- | ------------ | ------------ | ------------ | ---------------------- | ---------------------------------------- | ---------------------- | ---------------------- | ---------------------- |
| 1.                           | Carlos Sainz Lucas Cruz                  | Peugeot      | 2:35:31      | –            | 1.                     | Carlos Sainz Lucas Cruz                  | Peugeot                | 28:39:24               | –                      |
| 2.                           | Erik van Loon Wouter Rosegaar            | Mini         | 2:35:41      | +0:10        | 2.                     | Stéphane Peterhansel Jean-Paul Cottret   | Peugeot                | 28:46:27               | +7:03                  |
| 3.                           | Mikko Hirvonen Michel Périn              | Mini         | 2:35:48      | +0:17        | 3.                     | Nasir al-Atijja Mathieu Baumel           | Mini                   | 28:54:02               | +14:38                 |
|                              |                                          |              |              |              |                        |                                          |                        |                        |                        |
| 15.                          | Miroslav Zapletal Maciej Marton          | Hummer       | 3:01:33      | +26:02       | 17.                    | Jakub Przygoński Andrej Rudnicki         | Mini                   | 32:03:26               | +3:24:02               |
| 21.                          | Marek Dąbrowski Jacek Czachor            | Toyota       | 3:32:49      | +57:18       | 19.                    | Miroslav Zapletal Maciej Marton          | Hummer                 | 32:58:06               | +4:18:42               |
| 24.                          | Jakub Przygoński Andrej Rudnicki         | Mini         | 3:53:20      | +1:17:49     | 26.                    | Benediktas Vanagas Sebastian Rozwadowski | Toyota                 | 35:19:22               | +6:39:58               |
| 26.                          | Benediktas Vanagas Sebastian Rozwadowski | Toyota       | 4:24:20      | +1:48:49     | 43.                    | Marek Dąbrowski Jacek Czachor            | Toyota                 | 42:14:29               | +13:35:05              |
| 45.                          | Adam Małysz Xavier Panseri               | Mini         | 5:35:37      | +3:00:06     | 58.                    | Adam Małysz Xavier Panseri               | Mini                   | 49:26:42               | +20:47:18              |
| Etap ukończyło 80 samochodów |                                          |              |              |              |                        |                                          |                        |                        |                        |

| ETAP 10                      | ETAP 10                                  | ETAP 10      | ETAP 10      | ETAP 10      | ETAP 10                | ETAP 10                                  | ETAP 10                | ETAP 10                | ETAP 10                |
| Wyniki etapu                 | Wyniki etapu                             | Wyniki etapu | Wyniki etapu | Wyniki etapu | Klasyfikacja generalna | Klasyfikacja generalna                   | Klasyfikacja generalna | Klasyfikacja generalna | Klasyfikacja generalna |
| Miejsce                      | Zawodnik                                 | Marka        | Czas         | Strata       | Miejsce                | Zawodnik                                 | Marka                  | Czas                   | Strata                 |
| ---------------------------- | ---------------------------------------- | ------------ | ------------ | ------------ | ---------------------- | ---------------------------------------- | ---------------------- | ---------------------- | ---------------------- |
| 1.                           | Stéphane Peterhansel Jean-Paul Cottret   | Peugeot      | 3:58:32      | –            | 1.                     | Stéphane Peterhansel Jean-Paul Cottret   | Peugeot                | 32:44:59               | –                      |
| 2.                           | Cyril Despres David Castéra              | Peugeot      | 4:04:12      | +5:40        | 2.                     | Nasir al-Atijja Mathieu Baumel           | Mini                   | 33:44:59               | +1:00:00               |
| 3.                           | Władimir Wasiljew Konstantin Żylcow      | Toyota       | 4:11:28      | +12:58       | 3.                     | Giniel de Villiers Dirk von Zitzewitz    | Toyota                 | 33:57:30               | +1:12:31               |
|                              |                                          |              |              |              |                        |                                          |                        |                        |                        |
| 7.                           | Miroslav Zapletal Maciej Marton          | Hummer       | 4:26:18      | +27:48       | 13.                    | Miroslav Zapletal Maciej Marton          | Hummer                 | 37:24:24               | +4:39:25               |
| 13.                          | Marek Dąbrowski Jacek Czachor            | Toyota       | 4:42:07      | +43:35       | 17.                    | Jakub Przygoński Andrej Rudnicki         | Mini                   | 38:06:06               | +5:21:07               |
| 21.                          | Benediktas Vanagas Sebastian Rozwadowski | Toyota       | 5:41:08      | +1:42:36     | 25.                    | Benediktas Vanagas Sebastian Rozwadowski | Toyota                 | 41:00:30               | +8:15:31               |
| 26.                          | Jakub Przygoński Andrej Rudnicki         | Mini         | 6:02:40      | +2:04:08     | 36.                    | Marek Dąbrowski Jacek Czachor            | Toyota                 | 46:56:36               | +14:11:37              |
| 37.                          | Adam Małysz Xavier Panseri               | Mini         | 7:05:34      | +3:07:02     | 55.                    | Adam Małysz Xavier Panseri               | Mini                   | 56:32:16               | +23:47:17              |
| Etap ukończyło 78 samochodów |                                          |              |              |              |                        |                                          |                        |                        |                        |

| ETAP 11                      | ETAP 11                                  | ETAP 11      | ETAP 11      | ETAP 11      | ETAP 11                | ETAP 11                                  | ETAP 11                | ETAP 11                | ETAP 11                |
| Wyniki etapu                 | Wyniki etapu                             | Wyniki etapu | Wyniki etapu | Wyniki etapu | Klasyfikacja generalna | Klasyfikacja generalna                   | Klasyfikacja generalna | Klasyfikacja generalna | Klasyfikacja generalna |
| Miejsce                      | Zawodnik                                 | Marka        | Czas         | Strata       | Miejsce                | Zawodnik                                 | Marka                  | Czas                   | Strata                 |
| ---------------------------- | ---------------------------------------- | ------------ | ------------ | ------------ | ---------------------- | ---------------------------------------- | ---------------------- | ---------------------- | ---------------------- |
| 1.                           | Nasir al-Atijja Mathieu Baumel           | Mini         | 4:49:16      | –            | 1.                     | Stéphane Peterhansel Jean-Paul Cottret   | Peugeot                | 37:42:20               | –                      |
| 2.                           | Sébastien Loeb Daniel Elena              | Peugeot      | 4:55:08      | +5:52        | 2.                     | Nasir al-Atijja Mathieu Baumel           | Mini                   | 38:34:15               | +51:55                 |
| 3.                           | Mikko Hirvonen Michel Périn              | Mini         | 4:56:17      | +7:01        | 3.                     | Giniel de Villiers Dirk von Zitzewitz    | Toyota                 | 38:59:44               | +1:17:24               |
|                              |                                          |              |              |              |                        |                                          |                        |                        |                        |
| 12.                          | Jakub Przygoński Andrej Rudnicki         | Mini         | 5:16:06      | +26:50       | 15.                    | Miroslav Zapletal Maciej Marton          | Hummer                 | 43:03:54               | +5:21:34               |
| 19.                          | Miroslav Zapletal Maciej Marton          | Hummer       | 5:39:30      | +50:14       | 17.                    | Jakub Przygoński Andrej Rudnicki         | Mini                   | 43:22:12               | +5:39:52               |
| 23.                          | Marek Dąbrowski Jacek Czachor            | Toyota       | 5:48:23      | +59:07       | 26.                    | Benediktas Vanagas Sebastian Rozwadowski | Toyota                 | 48:09:36               | +10:27:16              |
| 30.                          | Adam Małysz Xavier Panseri               | Mini         | 6:33:09      | +1:43:53     | 30.                    | Marek Dąbrowski Jacek Czachor            | Toyota                 | 52:44:59               | +15:02:39              |
| 36.                          | Benediktas Vanagas Sebastian Rozwadowski | Toyota       | 7:09:06      | +2:19:50     | 51.                    | Adam Małysz Xavier Panseri               | Mini                   | 63:05:25               | +25:23:05              |
| Etap ukończyło 69 samochodów |                                          |              |              |              |                        |                                          |                        |                        |                        |

| ETAP 12                      | ETAP 12                                  | ETAP 12      | ETAP 12      | ETAP 12      | ETAP 12                | ETAP 12                                  | ETAP 12                | ETAP 12                | ETAP 12                |
| Wyniki etapu                 | Wyniki etapu                             | Wyniki etapu | Wyniki etapu | Wyniki etapu | Klasyfikacja generalna | Klasyfikacja generalna                   | Klasyfikacja generalna | Klasyfikacja generalna | Klasyfikacja generalna |
| Miejsce                      | Zawodnik                                 | Marka        | Czas         | Strata       | Miejsce                | Zawodnik                                 | Marka                  | Czas                   | Strata                 |
| ---------------------------- | ---------------------------------------- | ------------ | ------------ | ------------ | ---------------------- | ---------------------------------------- | ---------------------- | ---------------------- | ---------------------- |
| 1.                           | Mikko Hirvonen Michel Périn              | Mini         | 5:34:17      | –            | 1.                     | Stéphane Peterhansel Jean-Paul Cottret   | Peugeot                | 43:27:42               | –                      |
| 2.                           | Nasir al-Atijja Mathieu Baumel           | Mini         | 5:34:26      | +0:09        | 2.                     | Nasir al-Atijja Mathieu Baumel           | Mini                   | 44:08:41               | +40:59                 |
| 3.                           | Leeroy Poulter Robert Howie              | Toyota       | 5:35:02      | +0:45        | 3.                     | Giniel de Villiers Dirk von Zitzewitz    | Toyota                 | 44:34:58               | +1:07:16               |
|                              |                                          |              |              |              |                        |                                          |                        |                        |                        |
| 10.                          | Jakub Przygoński Andrej Rudnicki         | Mini         | 5:47:02      | +12:45       | 15.                    | Miroslav Zapletal Maciej Marton          | Hummer                 | 49:05:31               | +5:37:49               |
| 20.                          | Miroslav Zapletal Maciej Marton          | Hummer       | 6:01:37      | +27:20       | 16.                    | Jakub Przygoński Andrej Rudnicki         | Mini                   | 49:09:14               | +5:41:32               |
| 22.                          | Marek Dąbrowski Jacek Czachor            | Toyota       | 6:04:31      | +30:14       | 27.                    | Benediktas Vanagas Sebastian Rozwadowski | Toyota                 | 54:20:24               | +10:52:42              |
| 25.                          | Benediktas Vanagas Sebastian Rozwadowski | Toyota       | 6:10:48      | +36:31       | 29.                    | Marek Dąbrowski Jacek Czachor            | Toyota                 | 58:49:30               | +15:21:48              |
| 56.                          | Adam Małysz Xavier Panseri               | Mini         | 8:59:13      | +3:24:56     | 53.                    | Adam Małysz Xavier Panseri               | Mini                   | 72:04:38               | +28:36:56              |
| Etap ukończyło 67 samochodów |                                          |              |              |              |                        |                                          |                        |                        |                        |

| ETAP 13                      | ETAP 13                                  | ETAP 13      | ETAP 13      | ETAP 13      | ETAP 13                | ETAP 13                                  | ETAP 13                | ETAP 13                | ETAP 13                |
| Wyniki etapu                 | Wyniki etapu                             | Wyniki etapu | Wyniki etapu | Wyniki etapu | Klasyfikacja generalna | Klasyfikacja generalna                   | Klasyfikacja generalna | Klasyfikacja generalna | Klasyfikacja generalna |
| Miejsce                      | Zawodnik                                 | Marka        | Czas         | Strata       | Miejsce                | Zawodnik                                 | Marka                  | Czas                   | Strata                 |
| ---------------------------- | ---------------------------------------- | ------------ | ------------ | ------------ | ---------------------- | ---------------------------------------- | ---------------------- | ---------------------- | ---------------------- |
| 1.                           | Sébastien Loeb Daniel Elena              | Peugeot      | 1:46:51      | –            | 1.                     | Stéphane Peterhansel Jean-Paul Cottret   | Peugeot                | 45:22:10               | –                      |
| 2.                           | Mikko Hirvonen Michel Périn              | Mini         | 1:48:04      | +1:13        | 2.                     | Nasir al-Atijja Mathieu Baumel           | Mini                   | 45:57:08               | +34:58                 |
| 3.                           | Nasir al-Atijja Mathieu Baumel           | Mini         | 1:48:27      | +1:36        | 3.                     | Giniel de Villiers Dirk von Zitzewitz    | Toyota                 | 46:24:57               | +1:02:47               |
|                              |                                          |              |              |              |                        |                                          |                        |                        |                        |
| 12.                          | Jakub Przygoński Andrej Rudnicki         | Mini         | 1:52:56      | +6:05        | 15.                    | Jakub Przygoński Andrej Rudnicki         | Mini                   | 51:02:10               | +5:40:00               |
| 18.                          | Miroslav Zapletal Maciej Marton          | Hummer       | 1:57:20      | +10:29       | 16.                    | Miroslav Zapletal Maciej Marton          | Hummer                 | 51:02:51               | +5:40:41               |
| 19.                          | Benediktas Vanagas Sebastian Rozwadowski | Toyota       | 2:00:00      | +13:09       | 26.                    | Benediktas Vanagas Sebastian Rozwadowski | Toyota                 | 56:20:24               | +10:58:14              |
| 21.                          | Marek Dąbrowski Jacek Czachor            | Toyota       | 2:00:13      | +13:22       | 28.                    | Marek Dąbrowski Jacek Czachor            | Toyota                 | 60:49:43               | +15:27:33              |
| 26.                          | Adam Małysz Xavier Panseri               | Mini         | 2:03:35      | +16:44       | 52.                    | Adam Małysz Xavier Panseri               | Mini                   | 74:08:13               | +28:46:03              |
| Etap ukończyło 66 samochodów |                                          |              |              |              |                        |                                          |                        |                        |                        |

### Ciężarówki
| PROLOG         | PROLOG       | PROLOG       | PROLOG       | PROLOG       | PROLOG                 | PROLOG                 | PROLOG                 | PROLOG                 | PROLOG                 |
| Wyniki etapu   | Wyniki etapu | Wyniki etapu | Wyniki etapu | Wyniki etapu | Klasyfikacja generalna | Klasyfikacja generalna | Klasyfikacja generalna | Klasyfikacja generalna | Klasyfikacja generalna |
| -------------- | ------------ | ------------ | ------------ | ------------ | ---------------------- | ---------------------- | ---------------------- | ---------------------- | ---------------------- |
| Etap przerwany |              |              |              |              |                        |                        |                        |                        |                        |

| ETAP 1        | ETAP 1       | ETAP 1       | ETAP 1       | ETAP 1       | ETAP 1                 | ETAP 1                 | ETAP 1                 | ETAP 1                 | ETAP 1                 |
| Wyniki etapu  | Wyniki etapu | Wyniki etapu | Wyniki etapu | Wyniki etapu | Klasyfikacja generalna | Klasyfikacja generalna | Klasyfikacja generalna | Klasyfikacja generalna | Klasyfikacja generalna |
| Miejsce       | Zawodnik     | Marka        | Czas         | Strata       | Miejsce                | Zawodnik               | Marka                  | Czas                   | Strata                 |
| ------------- | ------------ | ------------ | ------------ | ------------ | ---------------------- | ---------------------- | ---------------------- | ---------------------- | ---------------------- |
| Etap odwołany |              |              |              |              |                        |                        |                        |                        |                        |

| ETAP 2                       | ETAP 2                                               | ETAP 2       | ETAP 2       | ETAP 2       | ETAP 2                 | ETAP 2                                               | ETAP 2                 | ETAP 2                 | ETAP 2                 |
| Wyniki etapu                 | Wyniki etapu                                         | Wyniki etapu | Wyniki etapu | Wyniki etapu | Klasyfikacja generalna | Klasyfikacja generalna                               | Klasyfikacja generalna | Klasyfikacja generalna | Klasyfikacja generalna |
| Miejsce                      | Zawodnik                                             | Marka        | Czas         | Strata       | Miejsce                | Zawodnik                                             | Marka                  | Czas                   | Strata                 |
| ---------------------------- | ---------------------------------------------------- | ------------ | ------------ | ------------ | ---------------------- | ---------------------------------------------------- | ---------------------- | ---------------------- | ---------------------- |
| 1.                           | Pieter Versluis Marcel Pronk Artur Klein             | MAN          | 4:19:06      | –            | 1.                     | Pieter Versluis Marcel Pronk Artur Klein             | MAN                    | 4:19:06                | –                      |
| 2.                           | Hans Stacey Serge Bruykens Jan van der Vaet          | MAN          | 4:20:18      | +1:12        | 2.                     | Hans Stacey Serge Bruykens Jan van der Vaet          | MAN                    | 4:20:18                | +1:12                  |
| 3.                           | Federico Villagra Jorge Perez Companc Andres Memi    | Iveco        | 4:21:02      | +1:56        | 3.                     | Federico Villagra Jorge Perez Companc Andres Memi    | Iveco                  | 4:21:02                | +1:56                  |
|                              |                                                      |              |              |              |                        |                                                      |                        |                        |                        |
| 4.                           | Gerard de Rooy Moisès Torrallardona Dariusz Rodewald | Iveco        | 4:22:09      | +3:03        | 4.                     | Gerard de Rooy Moisès Torrallardona Dariusz Rodewald | Iveco                  | 4:22:09                | +3:03                  |
| Etap ukończyły 54 ciężarówki |                                                      |              |              |              |                        |                                                      |                        |                        |                        |

| ETAP 3                       | ETAP 3                                               | ETAP 3       | ETAP 3       | ETAP 3       | ETAP 3                 | ETAP 3                                               | ETAP 3                 | ETAP 3                 | ETAP 3                 |
| Wyniki etapu                 | Wyniki etapu                                         | Wyniki etapu | Wyniki etapu | Wyniki etapu | Klasyfikacja generalna | Klasyfikacja generalna                               | Klasyfikacja generalna | Klasyfikacja generalna | Klasyfikacja generalna |
| Miejsce                      | Zawodnik                                             | Marka        | Czas         | Strata       | Miejsce                | Zawodnik                                             | Marka                  | Czas                   | Strata                 |
| ---------------------------- | ---------------------------------------------------- | ------------ | ------------ | ------------ | ---------------------- | ---------------------------------------------------- | ---------------------- | ---------------------- | ---------------------- |
| 1.                           | Martin Kolomý Rene Kilian David Kilian               | Tatra        | 1:42:40      | –            | 1.                     | Hans Stacey Serge Bruykens Jan van der Vaet          | MAN                    | 6:03:15                | –                      |
| 2.                           | Hans Stacey Serge Bruykens Jan van der Vaet          | MAN          | 1:42:57      | +0:17        | 2.                     | Pieter Versluis Marcel Pronk Artur Klein             | MAN                    | 6:03:41                | +0:26                  |
| 3.                           | Federico Villagra Jorge Perez Companc Andres Memi    | Iveco        | 1:43:34      | +0:54        | 3.                     | Federico Villagra Jorge Perez Companc Andres Memi    | Iveco                  | 6:04:36                | +1:21                  |
|                              |                                                      |              |              |              |                        |                                                      |                        |                        |                        |
| 8.                           | Gerard de Rooy Moisès Torrallardona Dariusz Rodewald | Iveco        | 1:47:08      | +4:28        | 5.                     | Gerard de Rooy Moisès Torrallardona Dariusz Rodewald | Iveco                  | 6:09:17                | +6:02                  |
| Etap ukończyły 54 ciężarówki |                                                      |              |              |              |                        |                                                      |                        |                        |                        |

| ETAP 4                       | ETAP 4                                               | ETAP 4       | ETAP 4       | ETAP 4       | ETAP 4                 | ETAP 4                                               | ETAP 4                 | ETAP 4                 | ETAP 4                 |
| Wyniki etapu                 | Wyniki etapu                                         | Wyniki etapu | Wyniki etapu | Wyniki etapu | Klasyfikacja generalna | Klasyfikacja generalna                               | Klasyfikacja generalna | Klasyfikacja generalna | Klasyfikacja generalna |
| Miejsce                      | Zawodnik                                             | Marka        | Czas         | Strata       | Miejsce                | Zawodnik                                             | Marka                  | Czas                   | Strata                 |
| ---------------------------- | ---------------------------------------------------- | ------------ | ------------ | ------------ | ---------------------- | ---------------------------------------------------- | ---------------------- | ---------------------- | ---------------------- |
| 1.                           | Gerard de Rooy Moisès Torrallardona Dariusz Rodewald | Iveco        | 3:58:16      | –            | 1.                     | Pieter Versluis Marcel Pronk Artur Klein             | MAN                    | 10:02:34               | –                      |
| 2.                           | Pieter Versluis Marcel Pronk Artur Klein             | MAN          | 3:58:53      | +0:37        | 2.                     | Hans Stacey Serge Bruykens Jan van der Vaet          | MAN                    | 10:02:49               | +0:15                  |
| 3.                           | Hans Stacey Serge Bruykens Jan van der Vaet          | MAN          | 3:59:34      | +1:18        | 3.                     | Federico Villagra Jorge Perez Companc Andres Memi    | Iveco                  | 10:04:38               | +2:04                  |
|                              |                                                      |              |              |              |                        |                                                      |                        |                        |                        |
|                              |                                                      |              |              |              | 4.                     | Gerard de Rooy Moisès Torrallardona Dariusz Rodewald | Iveco                  | 10:07:33               | +4:59                  |
| Etap ukończyło 51 ciężarówek |                                                      |              |              |              |                        |                                                      |                        |                        |                        |

| ETAP 5                       | ETAP 5                                               | ETAP 5       | ETAP 5       | ETAP 5       | ETAP 5                 | ETAP 5                                               | ETAP 5                 | ETAP 5                 | ETAP 5                 |
| Wyniki etapu                 | Wyniki etapu                                         | Wyniki etapu | Wyniki etapu | Wyniki etapu | Klasyfikacja generalna | Klasyfikacja generalna                               | Klasyfikacja generalna | Klasyfikacja generalna | Klasyfikacja generalna |
| Miejsce                      | Zawodnik                                             | Marka        | Czas         | Strata       | Miejsce                | Zawodnik                                             | Marka                  | Czas                   | Strata                 |
| ---------------------------- | ---------------------------------------------------- | ------------ | ------------ | ------------ | ---------------------- | ---------------------------------------------------- | ---------------------- | ---------------------- | ---------------------- |
| 1.                           | Edward Nikołajew Jewgienij Jakowlew Władimir Rybakow | KAMAZ        | 4:00:03      | –            | 1.                     | Federico Villagra Jorge Perez Companc Andres Memi    | Iveco                  | 14:09:13               | –                      |
| 2.                           | Martin Kolomý Rene Kilian David Kilian               | Tatra        | 4:02:35      | +2:32        | 2.                     | Pieter Versluis Marcel Pronk Artur Klein             | MAN                    | 14:09:18               | +0:05                  |
| 3.                           | Federico Villagra Jorge Perez Companc Andres Memi    | Iveco        | 4:04:35      | +4:32        | 3.                     | Hans Stacey Serge Bruykens Jan van der Vaet          | MAN                    | 14:09:34               | +0:21                  |
|                              |                                                      |              |              |              |                        |                                                      |                        |                        |                        |
| 8.                           | Gerard de Rooy Moisès Torrallardona Dariusz Rodewald | Iveco        | 4:07:30      | +7:27        | 4.                     | Gerard de Rooy Moisès Torrallardona Dariusz Rodewald | Iveco                  | 14:15:03               | +5:50                  |
| Etap ukończyło 48 ciężarówek |                                                      |              |              |              |                        |                                                      |                        |                        |                        |

| ETAP 6                       | ETAP 6                                               | ETAP 6       | ETAP 6       | ETAP 6       | ETAP 6                 | ETAP 6                                               | ETAP 6                 | ETAP 6                 | ETAP 6                 |
| Wyniki etapu                 | Wyniki etapu                                         | Wyniki etapu | Wyniki etapu | Wyniki etapu | Klasyfikacja generalna | Klasyfikacja generalna                               | Klasyfikacja generalna | Klasyfikacja generalna | Klasyfikacja generalna |
| Miejsce                      | Zawodnik                                             | Marka        | Czas         | Strata       | Miejsce                | Zawodnik                                             | Marka                  | Czas                   | Strata                 |
| ---------------------------- | ---------------------------------------------------- | ------------ | ------------ | ------------ | ---------------------- | ---------------------------------------------------- | ---------------------- | ---------------------- | ---------------------- |
| 1.                           | Hans Stacey Serge Bruykens Jan van der Vaet          | MAN          | 2:55:35      | –            | 1.                     | Hans Stacey Serge Bruykens Jan van der Vaet          | MAN                    | 17:05:09               | –                      |
| 2.                           | Gerard de Rooy Moisès Torrallardona Dariusz Rodewald | Iveco        | 2:55:42      | +0:07        | 2.                     | Pieter Versluis Marcel Pronk Artur Klein             | MAN                    | 17:06:08               | +0:59                  |
| 3.                           | Pieter Versluis Marcel Pronk Artur Klein             | MAN          | 2:56:50      | +1:15        | 3.                     | Federico Villagra Jorge Perez Companc Andres Memi    | Iveco                  | 17:09:14               | +4:05                  |
|                              |                                                      |              |              |              |                        |                                                      |                        |                        |                        |
|                              |                                                      |              |              |              | 4.                     | Gerard de Rooy Moisès Torrallardona Dariusz Rodewald | Iveco                  | 17:10:45               | +5:36                  |
| Etap ukończyło 49 ciężarówek |                                                      |              |              |              |                        |                                                      |                        |                        |                        |

| ETAP 7                       | ETAP 7                                               | ETAP 7       | ETAP 7       | ETAP 7       | ETAP 7                 | ETAP 7                                               | ETAP 7                 | ETAP 7                 | ETAP 7                 |
| Wyniki etapu                 | Wyniki etapu                                         | Wyniki etapu | Wyniki etapu | Wyniki etapu | Klasyfikacja generalna | Klasyfikacja generalna                               | Klasyfikacja generalna | Klasyfikacja generalna | Klasyfikacja generalna |
| Miejsce                      | Zawodnik                                             | Marka        | Czas         | Strata       | Miejsce                | Zawodnik                                             | Marka                  | Czas                   | Strata                 |
| ---------------------------- | ---------------------------------------------------- | ------------ | ------------ | ------------ | ---------------------- | ---------------------------------------------------- | ---------------------- | ---------------------- | ---------------------- |
| 1.                           | Edward Nikołajew Jewgienij Jakowlew Władimir Rybakow | KAMAZ        | 3:54:31      | –            | 1.                     | Pieter Versluis Marcel Pronk Artur Klein             | MAN                    | 21:01:56               | –                      |
| 2.                           | Ajrat Mardiejew Ajdar Bieljajew Dmitrij Swistunow    | KAMAZ        | 3:55:29      | +0:58        | 2.                     | Gerard de Rooy Moisès Torrallardona Dariusz Rodewald | Iveco                  | 21:07:27               | +5:21                  |
| 3.                           | Pieter Versluis Marcel Pronk Artur Klein             | MAN          | 3:55:48      | +1:17        | 3.                     | Ajrat Mardiejew Ajdar Bieljajew Dmitrij Swistunow    | KAMAZ                  | 21:12:44               | +10:48                 |
|                              |                                                      |              |              |              |                        |                                                      |                        |                        |                        |
| 4.                           | Gerard de Rooy Moisès Torrallardona Dariusz Rodewald | Iveco        | 3:56:42      | +1:17        |                        |                                                      |                        |                        |                        |
| Etap ukończyło 48 ciężarówek |                                                      |              |              |              |                        |                                                      |                        |                        |                        |

| ETAP 8                       | ETAP 8                                               | ETAP 8       | ETAP 8       | ETAP 8       | ETAP 8                 | ETAP 8                                               | ETAP 8                 | ETAP 8                 | ETAP 8                 |
| Wyniki etapu                 | Wyniki etapu                                         | Wyniki etapu | Wyniki etapu | Wyniki etapu | Klasyfikacja generalna | Klasyfikacja generalna                               | Klasyfikacja generalna | Klasyfikacja generalna | Klasyfikacja generalna |
| Miejsce                      | Zawodnik                                             | Marka        | Czas         | Strata       | Miejsce                | Zawodnik                                             | Marka                  | Czas                   | Strata                 |
| ---------------------------- | ---------------------------------------------------- | ------------ | ------------ | ------------ | ---------------------- | ---------------------------------------------------- | ---------------------- | ---------------------- | ---------------------- |
| 1.                           | Gerard de Rooy Moisès Torrallardona Dariusz Rodewald | Iveco        | 4:41:59      | –            | 1.                     | Gerard de Rooy Moisès Torrallardona Dariusz Rodewald | Iveco                  | 25:49:26               | –                      |
| 2.                           | Edward Nikołajew Jewgienij Jakowlew Władimir Rybakow | KAMAZ        | 4:44:34      | +2:35        | 2.                     | Pieter Versluis Marcel Pronk Artur Klein             | MAN                    | 25:55:55               | +6:29                  |
| 3.                           | Andriej Karginow Andriej Mokiejew Igor Leonow        | KAMAZ        | 4:47:22      | +5:23        | 3.                     | Edward Nikołajew Jewgienij Jakowlew Władimir Rybakow | KAMAZ                  | 25:57:24               | +7:58                  |
| Etap ukończyło 47 ciężarówek |                                                      |              |              |              |                        |                                                      |                        |                        |                        |

| ETAP 9                       | ETAP 9                                               | ETAP 9       | ETAP 9       | ETAP 9       | ETAP 9                 | ETAP 9                                               | ETAP 9                 | ETAP 9                 | ETAP 9                 |
| Wyniki etapu                 | Wyniki etapu                                         | Wyniki etapu | Wyniki etapu | Wyniki etapu | Klasyfikacja generalna | Klasyfikacja generalna                               | Klasyfikacja generalna | Klasyfikacja generalna | Klasyfikacja generalna |
| Miejsce                      | Zawodnik                                             | Marka        | Czas         | Strata       | Miejsce                | Zawodnik                                             | Marka                  | Czas                   | Strata                 |
| ---------------------------- | ---------------------------------------------------- | ------------ | ------------ | ------------ | ---------------------- | ---------------------------------------------------- | ---------------------- | ---------------------- | ---------------------- |
| 1.                           | Gerard de Rooy Moisès Torrallardona Dariusz Rodewald | Iveco        | 2:41:20      | –            | 1.                     | Gerard de Rooy Moisès Torrallardona Dariusz Rodewald | Iveco                  | 28:30:46               | –                      |
| 2.                           | Tom van Genugten Anton van Limpt Peter van Eerd      | Iveco        | 2:45:19      | +3:59        | 2.                     | Edward Nikołajew Jewgienij Jakowlew Władimir Rybakow | KAMAZ                  | 28:57:58               | +27:12                 |
| 3.                           | Andriej Karginow Andriej Mokiejew Igor Leonow        | KAMAZ        | 2:57:24      | +16:04       | 3.                     | Federico Villagra Jorge Perez Companc Andres Memi    | Iveco                  | 29:12:10               | +41:24                 |
| Etap ukończyło 47 ciężarówek |                                                      |              |              |              |                        |                                                      |                        |                        |                        |

| ETAP 10                      | ETAP 10                                              | ETAP 10      | ETAP 10      | ETAP 10      | ETAP 10                | ETAP 10                                              | ETAP 10                | ETAP 10                | ETAP 10                |
| Wyniki etapu                 | Wyniki etapu                                         | Wyniki etapu | Wyniki etapu | Wyniki etapu | Klasyfikacja generalna | Klasyfikacja generalna                               | Klasyfikacja generalna | Klasyfikacja generalna | Klasyfikacja generalna |
| Miejsce                      | Zawodnik                                             | Marka        | Czas         | Strata       | Miejsce                | Zawodnik                                             | Marka                  | Czas                   | Strata                 |
| ---------------------------- | ---------------------------------------------------- | ------------ | ------------ | ------------ | ---------------------- | ---------------------------------------------------- | ---------------------- | ---------------------- | ---------------------- |
| 1.                           | Pascal de Baar Wouter de Graaf Martin Roesink        | Renault      | 4:51:41      | –            | 1.                     | Gerard de Rooy Moisès Torrallardona Dariusz Rodewald | Iveco                  | 33:25:03               | –                      |
| 2.                           | Gerard de Rooy Moisès Torrallardona Dariusz Rodewald | Iveco        | 4:54:17      | +2:36        | 2.                     | Ajrat Mardiejew Ajdar Bieljajew Dmitrij Swistunow    | KAMAZ                  | 34:40:22               | +1:15:19               |
| 3.                           | Ajrat Mardiejew Ajdar Bieljajew Dmitrij Swistunow    | KAMAZ        | 5:17:47      | +26:06       | 3.                     | Federico Villagra Jorge Perez Companc Andres Memi    | Iveco                  | 34:57:50               | +1:32:37               |
| Etap ukończyły 44 ciężarówki |                                                      |              |              |              |                        |                                                      |                        |                        |                        |

| ETAP 11                      | ETAP 11                                              | ETAP 11      | ETAP 11      | ETAP 11      | ETAP 11                | ETAP 11                                              | ETAP 11                | ETAP 11                | ETAP 11                |
| Wyniki etapu                 | Wyniki etapu                                         | Wyniki etapu | Wyniki etapu | Wyniki etapu | Klasyfikacja generalna | Klasyfikacja generalna                               | Klasyfikacja generalna | Klasyfikacja generalna | Klasyfikacja generalna |
| Miejsce                      | Zawodnik                                             | Marka        | Czas         | Strata       | Miejsce                | Zawodnik                                             | Marka                  | Czas                   | Strata                 |
| ---------------------------- | ---------------------------------------------------- | ------------ | ------------ | ------------ | ---------------------- | ---------------------------------------------------- | ---------------------- | ---------------------- | ---------------------- |
| 1.                           | Edward Nikołajew Jewgienij Jakowlew Władimir Rybakow | KAMAZ        | 5:31:37      | –            | 1.                     | Gerard de Rooy Moisès Torrallardona Dariusz Rodewald | Iveco                  | 39:10:29               | –                      |
| 2.                           | Pieter Versluis Marcel Pronk Artur Klein             | MAN          | 5:36:39      | +5:02        | 2.                     | Ajrat Mardiejew Ajdar Bieljajew Dmitrij Swistunow    | KAMAZ                  | 40:19:50               | +1:09:21               |
| 3.                           | Tom van Genugten Anton van Limpt Peter van Eerd      | Iveco        | 5:37:13      | +5:36        | 3.                     | Federico Villagra Jorge Perez Companc Andres Memi    | Iveco                  | 40:56:14               | +1:45:45               |
|                              |                                                      |              |              |              |                        |                                                      |                        |                        |                        |
| 6.                           | Gerard de Rooy Moisès Torrallardona Dariusz Rodewald | Iveco        | 5:45:26      | +13:49       |                        |                                                      |                        |                        |                        |
| Etap ukończyły 42 ciężarówki |                                                      |              |              |              |                        |                                                      |                        |                        |                        |

| ETAP 12                      | ETAP 12                                              | ETAP 12      | ETAP 12      | ETAP 12      | ETAP 12                | ETAP 12                                              | ETAP 12                | ETAP 12                | ETAP 12                |
| Wyniki etapu                 | Wyniki etapu                                         | Wyniki etapu | Wyniki etapu | Wyniki etapu | Klasyfikacja generalna | Klasyfikacja generalna                               | Klasyfikacja generalna | Klasyfikacja generalna | Klasyfikacja generalna |
| Miejsce                      | Zawodnik                                             | Marka        | Czas         | Strata       | Miejsce                | Zawodnik                                             | Marka                  | Czas                   | Strata                 |
| ---------------------------- | ---------------------------------------------------- | ------------ | ------------ | ------------ | ---------------------- | ---------------------------------------------------- | ---------------------- | ---------------------- | ---------------------- |
| 1.                           | Pieter Versluis Marcel Pronk Artur Klein             | MAN          | 3:14:06      | –            | 1.                     | Gerard de Rooy Moisès Torrallardona Dariusz Rodewald | Iveco                  | 42:29:59               | –                      |
| 2.                           | Federico Villagra Jorge Perez Companc Andres Memi    | Iveco        | 3:17:20      | +3:14        | 2.                     | Ajrat Mardiejew Ajdar Bieljajew Dmitrij Swistunow    | KAMAZ                  | 43:43:09               | +1:13:10               |
| 3.                           | Hans Stacey Serge Bruykens Jan van der Vaet          | MAN          | 3:17:24      | +3:18        | 3.                     | Federico Villagra Jorge Perez Companc Andres Memi    | Iveco                  | 44:13:34               | +1:43:45               |
|                              |                                                      |              |              |              |                        |                                                      |                        |                        |                        |
| 5.                           | Gerard de Rooy Moisès Torrallardona Dariusz Rodewald | Iveco        | 3:19:30      | +5:24        |                        |                                                      |                        |                        |                        |
| Etap ukończyło 41 ciężarówek |                                                      |              |              |              |                        |                                                      |                        |                        |                        |

| ETAP 13                      | ETAP 13                                              | ETAP 13      | ETAP 13      | ETAP 13      | ETAP 13                | ETAP 13                                              | ETAP 13                | ETAP 13                | ETAP 13                |
| Wyniki etapu                 | Wyniki etapu                                         | Wyniki etapu | Wyniki etapu | Wyniki etapu | Klasyfikacja generalna | Klasyfikacja generalna                               | Klasyfikacja generalna | Klasyfikacja generalna | Klasyfikacja generalna |
| Miejsce                      | Zawodnik                                             | Marka        | Czas         | Strata       | Miejsce                | Zawodnik                                             | Marka                  | Czas                   | Strata                 |
| ---------------------------- | ---------------------------------------------------- | ------------ | ------------ | ------------ | ---------------------- | ---------------------------------------------------- | ---------------------- | ---------------------- | ---------------------- |
| 1.                           | Hans Stacey Serge Bruykens Jan van der Vaet          | MAN          | 2:06:08      | –            | 1.                     | Gerard de Rooy Moisès Torrallardona Dariusz Rodewald | Iveco                  | 44:42:03               | –                      |
| 2.                           | Pieter Versluis Marcel Pronk Artur Klein             | MAN          | 2:07:53      | +1:45        | 2.                     | Ajrat Mardiejew Ajdar Bieljajew Dmitrij Swistunow    | KAMAZ                  | 45:52:30               | +1:10:27               |
| 3.                           | Edward Nikołajew Jewgienij Jakowlew Władimir Rybakow | KAMAZ        | 2:08:16      | +2:08        | 3.                     | Federico Villagra Jorge Perez Companc Andres Memi    | Iveco                  | 46:22:58               | +1:40:55               |
|                              |                                                      |              |              |              |                        |                                                      |                        |                        |                        |
| 7.                           | Gerard de Rooy Moisès Torrallardona Dariusz Rodewald | Iveco        | 2:12:04      | +5:56        |                        |                                                      |                        |                        |                        |
| Etap ukończyło 41 ciężarówek |                                                      |              |              |              |                        |                                                      |                        |                        |                        |

## Klasyfikacja końcowa

### Motocykle
| Msc. | No. | Kierowca           | Motocykl  | Zespół                                 | Czas     | Strata    |
| ---- | --- | ------------------ | --------- | -------------------------------------- | -------- | --------- |
| 1.   | 3   | Toby Price         | KTM       | Red Bull KTM Factory Racing            | 48:09:15 | –         |
| 2.   | 5   | Štefan Svitko      | KTM       | Slovnaft Team                          | 48:48:56 | +39:41    |
| 3.   | 4   | Pablo Quintanilla  | Husqvarna | Rockstar Energy Husqvarna Factory Team | 48:58:03 | +48:48    |
| 4.   | 47  | Kevin Benavides    | Honda     | Honda South America Rally Team         | 49:04:02 | +54:47    |
| 5.   | 7   | Hélder Rodrigues   | Yamaha    | Yamalube Yamaha Official Rally Team    | 49:04:59 | +55:44    |
| 6.   | 42  | Adrien van Beveren | Yamaha    | Yamalube Yamaha Junior Rally Team      | 49:55:44 | +1:46:29  |
| 7.   | 49  | Antoine Méo        | KTM       | Red Bull KTM Factory Team              | 50:06:02 | +1:56:47  |
| 8.   | 23  | Gerard Farrés      | KTM       | Himoinsa Racing Team                   | 50:10:15 | +2:01:00  |
| 9.   | 48  | Ricky Brabec       | Honda     | Team HRC                               | 50:20:42 | +2:11:27  |
| 10.  | 45  | Armand Monléon     | KTM       | KTM Warsaw Rally Team                  | 51:37:04 | +3:27:49  |
| ...  |     |                    |           |                                        |          |           |
| 20.  | 58  | Jakub Piątek       | KTM       | Orlen Team                             | 53:57:24 | +5:48:09  |
| 65.  | 118 | Maciej Berdysz     | KTM       |                                        | 68:49:22 | +20:40:07 |

### Quady
| 1.  | 252 | Marcos Patronelli    | Yamaha | 58:47:41 | –        |
| 2.  | 253 | Alejandro Patronelli | Yamaha | 58:53:04 | +5:23    |
| 3.  | 274 | Brian Baragwanath    | Yamaha | 60:29:34 | +1:41:53 |
| 4.  | 264 | Sergei Karyakin      | Yamaha | 60:32:06 | +1:44:25 |
| 5.  | 254 | Jeremías González    | Yamaha | 60:49:49 | +2:02:08 |
| 6.  | 257 | Nelson Sanabria      | Yamaha | 63:05:40 | +4:17:59 |
| 7.  | 256 | Walter Nostiglia     | Honda  | 63:13:51 | +4:26:10 |
| 8.  | 265 | Alexis Hernández     | Yamaha | 65:21:25 | +6:33:44 |
| 9.  | 266 | Sebastián Palma      | Yamaha | 67:03:14 | +8:15:33 |
| 10. | 263 | Santiago Hansen      | Yamaha | 67:29:04 | +8:41:23 |
| ... |     |                      |        |          |          |
| DNF | 250 | Rafał Sonik          | Yamaha | DNF      | DNF      |

### Samochody
| Msc. | No. | Kierowca             | Pilot                 | Marka   | Zespół                                      | Czas     | Strata    |
| ---- | --- | -------------------- | --------------------- | ------- | ------------------------------------------- | -------- | --------- |
| 1.   | 302 | Stéphane Peterhansel | Jean-Paul Cottret     | Peugeot | Team Peugeot Total                          | 45:22:10 | –         |
| 2.   | 300 | Nasser Al-Attiyah    | Mathieu Baumel        | Mini    | Axion X-Raid Team                           | 45:57:08 | +34:58    |
| 3.   | 301 | Giniel de Villiers   | Dirk von Zitzewitz    | Toyota  | Toyota Gazoo South Africa                   | 46:24:57 | +1:02:47  |
| 4.   | 315 | Mikko Hirvonen       | Michel Périn          | Mini    | Axion X-Raid Team                           | 46:27:28 | +1:05:18  |
| 5.   | 319 | Leeroy Poulter       | Robert Howie          | Toyota  | Toyota Gazoo South Africa                   | 46:52:53 | +1:30:43  |
| 6.   | 304 | Nani Roma            | Àlex Haro             | Mini    | Axion X-Raid Team                           | 47:03:16 | +1:41:06  |
| 7.   | 321 | Cyril Despres        | David Castera         | Peugeot | Team Peugeot Total                          | 47:11:14 | +1:49:04  |
| 8.   | 307 | Władimir Wasiljew    | Konstantin Żylcow     | Toyota  | G-Energy Team                               | 47:23:55 | +2:01:45  |
| 9.   | 314 | Sébastien Loeb       | Daniel Elena          | Peugeot | Team Peugeot Total                          | 47:44:19 | +2:22:09  |
| 10.  | 323 | Harry Hunt           | Andreas Schulz        | Mini    | All 4 Racing Team                           | 48:33:40 | +3:11:30  |
| ...  |     |                      |                       |         |                                             |          |           |
| 15.  | 327 | Jakub Przygoński     | Andrej Rudnicki       | Mini    | Red Bull Motorsport                         | 51:02:10 | +5:40:00  |
| 16.  | 326 | Miroslav Zapletal    | Maciej Marton         | Hummer  |                                             | 51:02:51 | +5:40:41  |
| 26.  | 333 | Benediktas Vanagas   | Sebastian Rozwadowski | Toyota  | General Financing – Autopaslauga by Pitlane | 56:20:24 | +10:58:14 |
| 28.  | 322 | Marek Dąbrowski      | Jacek Czachor         | Toyota  | Red Bull Motorsport                         | 60:49:43 | +15:27:33 |
| 52.  | 325 | Adam Małysz          | Xavier Panseri        | Mini    | Orlen Team                                  | 74:08:13 | +28:46:03 |

### Ciężarówki
| Msc. | No. | Kierowca          | Piloci                                | Marka   | Zespół                         | Czas     | Strata   |
| ---- | --- | ----------------- | ------------------------------------- | ------- | ------------------------------ | -------- | -------- |
| 1.   | 501 | Gerard de Rooy    | Moisès Torrallardona Dariusz Rodewald | Iveco   | Petronas Team de Rooy Iveco    | 44:42:03 |          |
| 2.   | 500 | Ajrat Mardiejew   | Ajdar Bieljajew Dmitrij Swistunow     | KAMAZ   | Kamaz-Master                   | 45:52:30 | +1:10:27 |
| 3.   | 514 | Federico Villagra | Jorge Pérez Companc Andrés Memi       | Iveco   | La Gloriesa Team de Rooy Iveco | 46:22:58 | +1:40:55 |
| 4.   | 506 | Hans Stacey       | Serge Bruynkens Jan van der Vaet      | MAN     | Eurol/Veka MAN Rally Team      | 47:05:04 | +2:23:01 |
| 5.   | 516 | Ton van Genugten  | Anton van Limpt Peter van Eerd        | Iveco   | Petronas Team de Rooy Iveco    | 47:13:02 | +2:30:59 |
| 6.   | 529 | Pascal de Baar    | Martin Roesink Wouter de Graaf        | Renault | Mammoet Rallysport             | 47:46:10 | +3:04:07 |
| 7.   | 502 | Eduard Nikołajew  | Jewgienij Jakowlew Władimir Rybakow   | KAMAZ   | Kamaz-Master                   | 48:21:26 | +3:39:23 |
| 8.   | 533 | Jaroslav Valtr    | Josef Kalina Jiří Štross              | Tatra   | Tatra Buggyra Racing           | 48:36:33 | +3:54:30 |
| 9.   | 510 | Pieter Versluis   | Marcel Pronk Artur Klein              | MAN     | Eurol/Veka MAN Rally Team      | 48:39:55 | +3:57:52 |
| 10.  | 518 | Pep Vila          | Xavi Colomé Marc Torres               | Iveco   | Petronas Team de Rooy Iveco    | 49:37:07 | +4:55:04 |